# 武藤敬司
武藤 敬司（むとう けいじ、1962年12月23日 - ）は、日本の元男性プロレスラー、俳優、タレント。山梨県富士吉田市出身。最終所属はプロレスリング・ノア。血液型B型。
1990年代から2000年代にかけてプロレス界を牽引した闘魂三銃士の1人。山梨県・石川県観光大使。武藤塾塾長。娘はシンガーソングライターの霧愛（むぅあ）こと武藤愛莉。

## 来歴

### 少年時代 - 新日本プロレス入門
出生時は4000gの体重があった。富士吉田市立下吉田第一小学校2年生のときに、ドラマ「柔道一直線」を見て柔道を習い始める。学年で一番背が高く大柄であったが、バク転やバク宙、鉄棒の大車輪を器用にこなす運動神経の持ち主であった。小学校5年生で柔道と並行して少年野球チームにも入り、エースで4番を任された。
富士吉田市立下吉田中学校に入学後、一度は野球部に入部するも、すぐに柔道部に転部。中学校3年生で初段黒帯となった。山梨県立富士河口湖高等学校に進学し、国体出場。高校卒業後は、東北柔道専門学校（現・学校法人東北柔専 仙台接骨医療専門学校）に進学。全日本ジュニア柔道体重別選手権大会95kg以下級3位。全日本強化指定選手にも選ばれる。学校では柔道整復師免許を取得する。

### 新日本プロレス入門 - 若手時代
1984年、新日本プロレスの選手が利用していた接骨院に勤務する東北柔道専門学校の先輩から新日本プロレスを紹介され21歳で入門。後に闘魂三銃士となる蝶野正洋は同日入門であり、橋本真也はその前日の入門だった。船木誠勝はその10日前、野上彰は船木より1ヶ月前の入門であるが、5人は本人たちの申し合わせの下、同期生となっている。したがって、この5人は現役時代から引退後に至っても、互いに敬語を使わない間柄である。
入門三日ほどで基礎練習の繰り返しに「俺はずっと柔道でこんなのやってきてるからかったるいよ」と周囲の同期にもらし、当時コーチであった山本小鉄に辞めたいと言ったことがあるが、山本は「あと1週間だけ辛抱してみろ、それでも嫌なら辞めても構わない」と励まし、武藤は自分への期待に自信をつけ、残る決意を固めた。共に練習していた蝶野は、「武藤が『あの逸材だから』相手がどう反応するか判っていて駆け引きをしていたようだ」と語っている。その厳しいトレーニングも、前田日明、藤原喜明、高田延彦らが第一次UWFへ移籍し、半年後には長州軍13人が全日本プロレスへ移籍してしまったため、怖い先輩がいなくなったことで随分楽になったという。同年10月4日にデビュー。相手は同じくデビュー戦の蝶野であった。
木村健悟の付き人を務めたため、プロレスの師匠は木村健悟である。
新弟子時代、週に1回のちゃんこ番の際はそれまで料理などしたことが無かったため、武藤の場合はポン酢を作って材料を鍋に放り込むだけでできる簡便な「豚ちり」を作るのが定番であったが、これがレスラーから不評であった。武藤の新弟子時代は新日本も羽振りが良く、ちゃんこ番は朝晩の食費である3万円を1日に使い切ることが使命であったが、当時は上質な肉や高級米であろうと余った食材は全部その日の内に捨てるほどの飽食ぶりであった。そんな武藤と対照的に橋本は料理が上手かったと2018年のインタビューで振り返っている。
柔道の猛者であったため入門当初からアントニオ猪木、坂口征二、藤原喜明らと互角にスパーリングをする実力と天性の運動神経とルックスから、早くから将来のエース候補と目され、ヤングライオン杯優勝を経ることなく、1985年11月に初の海外修行に出立。当時デューク・ケオムカとヒロ・マツダが運営していたアメリカ南部のNWAフロリダ地区において、ホワイト・ニンジャのリングネームで活動する。当初はベビーフェイスのポジションだったが、タッグマッチでパートナーのワフー・マクダニエルを裏切りヒールに転向した。

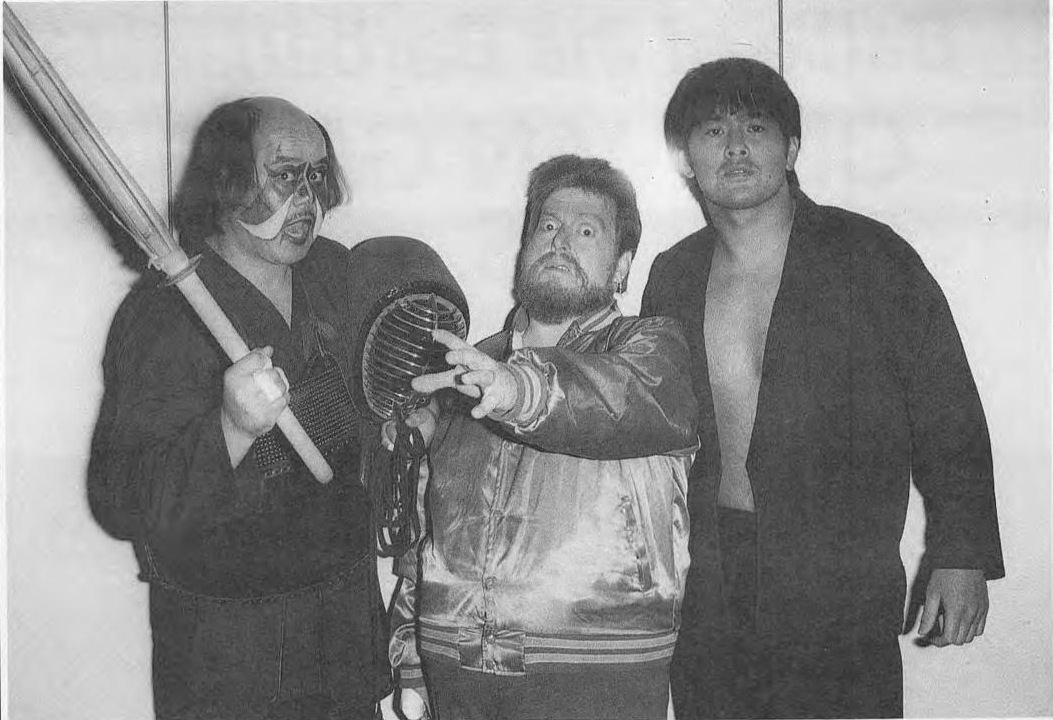
左からケンドー・ナガサキ、マネージャーのサー・オリバー・フンパーディンク、ホワイト・ニンジャこと武藤（1986年）

フロリダでは、1986年5月21日にケンドール・ウインダムからNWAフロリダ・ヘビー級王座を奪取、タイトル初戴冠を果たした。しかし、反則を犯していたことがビデオで判明し、翌月に王座を返還させられる。その後はアラバマのコンチネンタル・チャンピオンシップ・レスリングで活動し、同年9月1日、NWA USジュニアヘビー級王座を獲得した。
タンパ在住中、ホテル住まいであった武藤はキッチンも無い中100%外食で食事を済ます必要があったが、幼少期にあれだけジャンクフードに憧れていた（エピソード節を参照）武藤と言えど、ハンバーガーやピザなどが中心の食生活には「胃もたれがする」と嫌気が差し、程無くして中華料理で腹を満たすことにした。当時のタンパには日本食レストランが2軒しかなく、インチキな日本食もあったため、止む無く中華料理を食していた。ただ、フロリダにはヒスパニックが多い影響からターメリックライスが食文化として定着しており、チキンと一緒にターメリックライスを食べたのが食事に関するアメリカ遠征時代の思い出であった。
帰国後、「スペース・ローン・ウルフ」なるギミックで売り出される。当時はリング登場時のコスチュームに宇宙飛行士のヘルメット（そのスタイルの初期のみ着用、というより頭に被らずに手に携えてリングインするという感じであった）をかぶり、ブルゾンタイプのガウンに胸元に“610”（「ムトウ」の意）と書かれたものを着用していた。本人曰く、ヘルメットをかぶったのは猪木から「ヘルメットのスポンサーが付くかもしれないからかぶれ」と言われたのが理由だったが、スポンサー申し出は来なかったという。所々ラメの入った青いロングタイツに白いリングシューズで真っ直ぐのふさふさした頭髪は『ジャニーズ系レスラー』であると、プロレス雑誌に書かれた。テーマ音楽は「ファイナル・カウントダウン」で、リングに入場する際はロープ間を跨ぐようなことはせず、鉄棒の前転のようにロープ上を宙返りしリングインする派手なパフォーマンスをしていた。ところが、当時新日本はUWFの抗争真っ最中であり、おおらかなアメリカンプロレスを身に付けた武藤はファンの支持を得られず失敗。とはいえ、早い時期から藤波辰巳とのシングルマッチを実現するなど特別な扱いを受けていた。またナウリーダーとニューリーダーとの世代闘争にも参加しており何故かナウリーダー側として5対5のイリミネーション・マッチ等に参戦していた。

### 海外修行 - ブレイク
1988年1月から、二度目の海外遠征に出発。カルロス・コロンが主宰するプエルトリコのWWCではベビーフェイスのスーパー・ブラック・ニンジャとして活動し、1988年2月6日にインベーダー1号からTV王座を、同年5月14日にミゲル・ペレス・ジュニアからプエルトリコ・ヘビー級王座をそれぞれ奪取した。
そうした中、7月16日にブルーザー・ブロディ刺殺事件が起こり、WWCを離れフリッツ・フォン・エリックが主宰するダラスのWCCWに活動拠点を移す。そこでの活躍で、NWAのジム・クロケット・プロモーションズ（後のWCW）へスカウトされ、ギミック上はザ・グレート・カブキの息子という設定のグレート・ムタ（後述）として、ヒールのポジションで登場。当時のアメリカでの悪役人気は絶大で、スティングやリック・フレアーとの対決で活躍した。帰国後も、武藤は度々ムタとして登場した。
1990年4月に凱旋帰国。同時に赤（時折オレンジ色）のショートタイツにコスチュームを変え、やがて人気・実力ともに絶頂期を迎える（当時の実況担当の辻義就は「セクシーターザン」「ときめきバージンレッドの熱い風」と形容した）。
1995年2月にスコット・ノートンに敗れてスランプ状態に陥ったものの、5月3日、福岡ドームで当時最多防衛記録を樹立していた橋本真也を破って第17代IWGPヘビー級王者となった。8月15日、同じく橋本真也を破り、IWGP王者としては初となるG1 CLIMAX優勝者となった。さらに、10月9日東京ドームでの「激突!!新日本プロレス対UWFインターナショナル全面戦争」のメインイベントでの高田延彦戦は、敢えてこの決戦用にドラゴンスクリューからの足4の字固めという古典的な技を復活させて勝利。これらの活躍が評価され同年のプロレス大賞MVPを受賞。なお、G1で優勝した際の副賞としてガウンを贈呈されたのをきっかけに、以後のビッグマッチにおいてガウンを着用するようになる（それまではTシャツ姿で入場）。

### nWo JAPAN
1997年2月、蝶野正洋率いるnWo JAPANからTシャツを渡されたり、背中に「nWo」とスプレーで書かれるなどの演出などにより勧誘を受ける。4月12日の東京ドーム大会でグレート・ムタとして蝶野に勝利するが、試合後二人は共鳴し、WCWでのアメリカ遠征で正式にムタとしてnWoに加入。6月に正規軍の武藤として、当時王者だった橋本に挑むが敗戦。その試合後、nWoジャパンの控え室に戻ったことから、本格的に正規軍を離脱する。その後のシリーズから「nWo JAPANのムタ」としてG1に参戦するなど活躍したが、膝の故障や度重なるタッグマッチでの亀裂、試合前のペイントする時間が多忙などが重なったことから、ムタをやり切ることに限界を感じ、9月23日にはムタから武藤に変身し、武藤としてnWoに加入。赤から黒のショートタイツに変わり、その後イラストや英語の文字が記入された黒のロングタイツを着用。髭を伸ばし、黒バットなどの凶器を使用して黒スプレーで小原道由の背中に「犬」と書いた上でリング外へ絞首刑にするなど（犬事件）ヒールに徹し、武藤は新日本正規軍とnWoジャパン両軍に属した唯一の選手となった。
1998年7月、膝の手術から復帰した後、ムタとして渡米することになって髭を剃り、“ナチュラル・ボーン・マスター”（生まれながらの天才）と呼ばれるようになる。この直後、nWo JAPANの総帥であった蝶野が負傷し長期離脱。武藤が軍団の舵を取り「I AM BOSS」と連呼するようになり、欠場明けの小島聡をnWo JAPANに勧誘、年末に行われたG1タッグも小島とのタッグで優勝し、そのインタビューでは、「これは俺が作り上げたnWoだ! 蝶野の名前は出さないでくれ!」と発言。1999年、第24代IWGPヘビー級王者となると、蝶野と武藤との関係はこじれた。蝶野は復帰後、nWo JAPANを脱退して独自のユニット「TEAM 2000」を結成した。以後、「nWoジャパン VS TEAM 2000」の抗争が勃発し、最終的に2000年、1月4日の東京ドームで武藤が蝶野に敗れてnWo JAPANは消滅する。なお、1999年は1年間王者に君臨したことが評価され、プロレス大賞MVPに選ばれている。

### 全日本プロレス参戦、史上初の六冠王者
その後、武藤は新日本とは距離をおきWCWを中心に活動するつもりで渡米し、グレート・ムタとして再びWCWのリングに上がる。しかし、WWF（当時）より移ってきたビンス・ルッソーらからは評価されず、試合の機会を満足に与えられず帰国。WCWへの復帰はエリック・ビショフを通して了解を得ていたが、渡米した時には興行成績の不振からビショフは解雇されており、ルッソーらからは「何しに来たんだ？」と屈辱的な事を言われ、露骨に嫌そうな扱いを受けたという。
2000年12月31日の大阪ドームで開催されたINOKI BOM-BA-YE 2000で国内復帰（この間、武藤が猪木との対談DVDを出すなどしていたことから、蝶野が一時期、武藤までも猪木にとりこまれたか？と警戒感を示したこともあった）。高田延彦と一夜限りのタッグを組み、ドン・フライ、ケン・シャムロック組と対戦。この試合は高田のバックドロップでシャムロックより勝利。武藤がスキンヘッドになったのはこの試合からである（後述）。
2001年より新日本プロレスに復帰。1月28日、全日本プロレス・東京ドーム大会に参戦し太陽ケアに勝利。以後、定期的に全日本に参戦することになる。団体の垣根を超えた超党派ユニット「BATT（BAD ASS TRANSLATE TRADING）」を結成する。武藤は新必殺技シャイニング・ウィザードを引っ提げ、史上初の六冠王者（三冠ヘビー級王座、IWGPタッグ王座、世界タッグ王座（当時のプロレス誌のグラビアに、横たわった武藤の胴体や顔にまで6本のベルトが巻かれた写真があった）。ただし三冠ヘビー級王座と世界タッグ王座は事実上それぞれ一つのタイトルであるので実際は三冠王者）となった。さらに全日本プロレスの年末恒例の大場所である世界最強タッグ決定リーグ戦も制して、同年のプロレス大賞MVPに選ばれる。10月には全日本のリングで新日本プロレス所属同士で蝶野正洋と三冠戦が行われた。新日本プロレス、全日本プロレスの主力ベルトで、その時点で保持していないのは過去に自らも保持していたIWGPヘビー級王座のみとなり、武藤自身も次の標的は「猪木イズムの継承者」藤田和之と示唆していたものの、既に格闘技路線への疑問を公言していたこともあり、実現しなかった。

### 全日本プロレス移籍、社長就任
2002年1月、藤田和之を中心とした格闘技路線に重心を移した新日本プロレスでは自身のアメリカでの実績なども潰されることになると考え、弟分の小島聡、ケンドー・カシンおよび新日本のフロントスタッフ5名と共に新日本プロレスを突如退団。2月26日に全日本プロレスに入団する。この時武藤は「全日本プロレスに骨の髄までしゃぶっていただきたいと思います」という名言を残した。なお、事前には「骨を埋める覚悟で」と言うつもりであったが、あがっていたせいで「骨の髄まで」に変わってしまったと述べている。その他に馳浩からの勧誘もあったとされる。
移籍直後のチャンピオン・カーニバルでは初出場にして優勝を果たした。G1クライマックスとチャンピオン・カーニバルの両方を制覇したレスラーは武藤が初めてである（2005年には佐々木健介、2010年には小島聡、2011年には永田裕志も達成）。
7月20日の日本武道館大会では、黒師無双⇒武藤敬司⇒グレート・ムタと1日3変化で3試合をこなして、すべて勝利している。8月30日の日本武道館大会では、自らプロデュース興行を行った。10月には馬場元子社長から全日本プロレスの株式を譲り受け、オーナー兼社長となった。同年中には、K-1の石井和義と組み、エンターテイメントの要素を強く取り入れたプロレス「ファンタジーファイトWRESTLE-1（-レッスル・ワン）」という興行も行っている。2003年1月の東京ドーム大会では、ビル・ゴールドバーグとの夢の黄金タッグが実現。クロニックとの対決に勝利した。
2003年2月には盟友、橋本真也率いるZERO-ONEに全日本プロレスの選手を率いて乱入。「全面戦争、やるのかやらないのかはっきりしろよ!」という言葉で宣戦布告する。この後、全日本プロレスとZERO-ONEは激しい抗争を繰り広げる。また、4月29日に行われた「BAPE STA!! PROWRESTLING ZEPP TOUR」のZEPP FUKUOKA大会では覆面レスラーTHE APEMAN PLATINUMに変身した。

### 古巣、新日本プロレス参戦、旧全日本四天王と交流
2004年から他団体のリングに積極的に進出するようになる。2年ぶりに新日本のリングに上がり、1月4日にはボブ・サップとタッグを組み、蝶野&天山広吉に勝利。その後、10月9日には、付き人を務めた西村修と組み、棚橋弘至&中邑真輔と対戦したが敗れている。ZERO-ONEのリングでは、2月29日に大森隆男と対戦して勝利。4月25日には、橋本とタッグを結成して勝利を収めたが、奇しくもこれが最後となった。
武藤と並ぶ天才としてプロレスファンから対戦を熱望されていた三沢光晴との対戦アングルが開始された。（試合ではないがこれ以前に2001年にPlayStation 2用ソフト『オールスタープロレスリング2』のCMとデモムービーの撮影で2人は共演している。また2人の対談は『リングの魂』（テレビ朝日）において実現している）。2004年7月10日に行われたNOAH東京ドーム大会で初対戦（三沢・小川良成組 vs 武藤・太陽ケア組）。この試合では敗れたが、「夢の続き、見ませんか?」と三沢にメッセージを送った。これがきっかけに加えて、小島の対戦直訴により、三沢は古巣である全日本プロレスへの参戦を果たした。10月31日、両国国技館での武藤敬司デビュー20周年記念興行において武藤は三沢とドリームタッグを結成。馳浩・佐々木健介組と対戦して勝利を収めた。
2005年5月14日、新日本・東京ドーム大会でロン・ウォーターマンに勝利。3年ぶりに三冠戦に挑戦したものの、小島に敗北。その後、大相撲の横綱であった曙を呼び、プロレスラーとして育てた。その年の、最強タッグ準優勝に、プロレス大賞では最優秀タッグチーム賞にも輝いた。
2006年、年末の最強タッグリーグ戦には、闘魂三銃士とプロレス四天王のタッグとして川田利明と組み話題性があったものの、小島&天山の「テンコジ」にリベンジされて敗退。優勝を明け渡したが、2007年1月4日の新日本・東京ドーム大会で8年ぶりに蝶野とタッグを組み、テンコジに勝利した。3月には3度目のチャンピオン・カーニバル優勝を果たし、7月の三冠戦（鈴木みのる）には敗れたが、年末の最強タッグリーグ戦では、ジョー・ドーリングと組んで、6年ぶりに優勝。
2008年1月3日、タッグリーグ戦に優勝した勢いで世界タッグ王座を獲得した。4月27日、新日本・大阪大会で中邑を破り、1999年以来となるIWGPヘビー級王者になった。8月31日には、全日本のリングで初めてIWGPヘビー級選手権試合が行われて、G1 CLIMAX2008優勝者の後藤洋央紀を破って防衛に成功。その後、準優勝の真壁刀義、リベンジに挑んだ中邑に勝利して、4度の防衛に成功。三冠王者になったムタの活躍も併せて評価されて、7年ぶりにプロレス大賞を受賞した。
2009年1月4日、レッスルキングダムIIIで棚橋に敗れてIWGPヘビー級王座5度目の防衛に失敗。3月14日、ムタとして高山善廣に敗れて三冠王座も失った。その後、FIGHTING TV サムライの企画で蝶野と対談。お互いにデビュー25周年興行を行い協力することになり、8月30日にデビュー25周年興行を開催。24年ぶりに同期生の船木誠勝とタッグを結成して、蝶野&鈴木みのる組に勝利した。
また、6月13日に三沢が急逝したため、ライセンス、コミッショナー問題を含めて、再びノアと交流。9月27日に5年ぶりにノアへ参戦。田上明と社長タッグを結成して、小橋建太と初対戦したが敗れた。10月12日に、蝶野のデビュー25周年記念試合で新日本、全日本、ノアによる6人タッグマッチが実現。武藤、蝶野、小橋がトリオを結成して勝利。これで武藤は旧全日本の「プロレス四天王」全員とのタッグ結成となった。

### 長期欠場からの復帰
2010年4月5日、変形性膝関節症による右膝関節内遊離体除去の手術を行い成功。全日本に移籍後初となる長期欠場となったが、9月10日、船木誠勝とのシングルマッチで復帰。9月20日後楽園ホールではKAIとのシングルマッチに勝利するとその日の世界ジュニアヘビー級王座戦後のリングに上がり、最多の連続防衛を記録した王者のカズ・ハヤシに挑戦表明。大幅な減量が必要となるジュニアヘビー級への挑戦表明に武藤は翌日会見を開き、「気分は（あしたのジョーの）力石。そこにカズ・ハヤシがいるから（挑戦する）」とコメントし、1か月で約10kg体重を減らして挑むも敗れた。
2011年の新春シャイニングシリーズでは、船木誠勝の仲介により、敵対関係にあった鈴木みのるとタッグを結成。1月2日、3日と立て続けに鈴木に誤爆してしまうが、鈴木のほうから歩み寄りを見せ、3日の試合後に握手。タッグチームとしてタイトルも狙っていくことを発表した。また、全日本プロレス正月恒例のバトルロイヤルにも参加し、史上初の同一年でのヘビー級、ジュニアヘビー級優勝を果たした。
2011年6月7日、平井伸和が試合後に急性硬膜下血腫で倒れた事件の責任を取り、全日本プロレスの代表取締役社長を辞任した。なお、選手としては引き続き所属する。
同年8月27日、ALL TOGETHERに参加。小橋健太とタッグを組んで飯塚高史・矢野通組と対戦、小橋と共にムーンサルトプレスを披露した。その後、この試合は年間プロレス大賞年間最高試合（ベストバウト）賞に認定される。
2012年3月20日両国大会、秋山準が保持する三冠ヘビー級王座に挑戦したがスターネスダストで敗れた。

### WRESTLE-1旗揚げ
2013年5月31日、全日本プロレスの取締役会長を辞職、ならびに選手契約を解除。翌日に全日本は新たに役員体制を発表した。
2013年7月10日、新団体WRESTLE-1の旗揚げを発表した。また、WRESTLE-1の運営会社であるGENスポーツエンターテインメントの代表取締役社長の就任を発表した。
2014年11月1日、自身のデビュー30周年記念大会にて河野真幸が保持するWRESTLE-1チャンピオンシップに挑戦し勝利。同王座を戴冠し、2015年3月8日に王座を失うまで、2度の防衛を果たす。
2015年10月、プロレスラー養成専門校「プロレス総合学院」が設立され、同校の初代校長に就任した。また、2017年2月にはWRESTLE-1の別ブランドとして、ベテランのレスラーを中心とした、「プロレスリング・マスターズ」が初開催された。
2017年4月1日、GENスポーツエンターテインメントの代表取締役会長に就任。
2018年3月に両膝を人工関節にする手術を受け、長期欠場に入る。そして、翌年の6月26日の長州力引退試合で復帰した。
2020年4月1日をもってWRESTLE-1は団体としての活動を停止し、所属選手は全て契約解除となり、武藤も例外ではなく、それ以降はフリーランスの立場でプロレスリング・ノアを中心に試合を行った。
2021年2月12日、ノア日本武道館大会で潮崎豪を下しGHCヘビー級王座を初戴冠。佐々木健介、高山善廣に次ぐ史上3人目のメジャー3団体のヘビー級シングル王座のグランドスラムを達成した。

### プロレスリング・ノア入団、引退
2021年2月15日に開かれたサイバーファイトの会見において、プロレスリング・ノアに入団することが発表された。契約期間は2月15日から2年間となる。メジャー3団体と所属契約を行った史上5人目の日本人選手となる。また11月13日、丸藤正道とのタッグでGHCタッグ王座を獲得。高山善廣に次ぐ史上2人目のメジャー3団体のヘビー級シングル王座及びタッグ王座のグランドスラムを達成した選手となった。
2022年1月1日の日本武道館大会で、田中将斗&望月成晃組を下し、GHCタッグ王座初防衛。しかし、2月8日に左股関節唇損傷による長期欠場、これに伴う王座返上を会見で発表した
2022年6月12日に開催された「サイバーファイトフェスティバル2022」において、持病の股関節痛のため、2023年春までに引退すると発表した。引退までに数試合は行うとしている。9月7日の会見で2023年2月21日ノア東京ドーム大会で引退することを発表した。（詳細後述）
2023年2月21日、東京ドームでの「KEIJI MUTO GRAND FINAL PRO-WRESTLING "LAST" LOVE〜HOLD OUT〜」にて内藤哲也、蝶野正洋と引退試合を行い、プロレスラーを引退した。

### 引退後
2023年3月16日、グレート・ムタとしてWWE殿堂入りすることが発表された。
2023年6月8日、白内障と診断されたことを明らかにした。

## 武藤敬司としてのエピソード

### プロレスLOVE
武藤は1990年代末以降、自らプロレスへの深い愛の存在を各所で表明している。武藤のプロレスへの愛は彼自身が考案した「プロレスLOVE」というキャッチフレーズで知られている。両手で手話の「狐」のような形を作って投げキッスのように腕を展開する「プロレスLOVEポーズ」も有名である（その際「イャーーッ」の声もかかる）。このプロレスLOVEポーズの元ネタはウルフパックポーズである。
「プロレスLOVE」を武藤が考案するきっかけとなったのは、2001年1月28日の全日本プロレス東京ドーム大会「王道新世紀2001 〜ジャイアント馬場三回忌追悼興行〜」における太陽ケアとの対戦である。武藤はこの時、初めて全日本プロレスで試合をしたが、それまで全く知らなかった対戦相手のケアに惚れこみ、当時、総合格闘技路線に走っていた新日本プロレスに疑問を投げかける意味で「プロレスLOVEなやつら集まれ!」という思いが内面から湧いてきたと述懐している。
社長としての武藤もプロレス本来の魅力を大切にしたマッチメイクを心がけており、ヒール軍団を軸に据えた抗争、渕正信や荒谷望誉、NOSAWA論外らによるコミカルな試合、多彩なマイク・パフォーマンス、バックステージでのドラマ展開、TAKAみちのくを中心にしたルチャリブレ、そしてトップレスラー同士の激しいぶつかりあいを堪能出来るプロレス団体を作り上げた。
性格的には、非常に正義感が強く、橋本などが行っていた後輩へのいじめにも否定的であり、また、先輩に対しても、酔うと誰も止められなくなる前田日明に正面から制止するなど筋道を通す性格である。初めて渡米した頃の日本プロレス界の体質を「封建的」と述べており、アメリカ滞在時はとても居心地が良かったと語っている。
練習や肉体管理など調整に関しては合理主義の立場を取っており「実際、根性論には限界があるよな。1週間根性論やったところで、根性をもう少し落として1年やってる奴には絶対勝てない。さらに、もっと落として10年やってる奴には勝てない」と持論を語ったことがある。クレアチンが日本で認可を受けると早々と使用を開始、近年スレンダーなレスラーが流行っていることを受けて「キレイサプリ」を使用することで4ヶ月の間に10kgの減量を敢行するなどサプリメント使用にも適応している。選手としてのみならずプロレス団体経営者としての立場から「今の時代、理不尽なんていらないよ。」とも発言している。

### 総合格闘技への態度
武藤はアメリカでの活動経験から、プロレスはスポーツと格闘技と舞台芸術が融合された「エンターテインメント」であるという価値観を強く持っている。それ故、総合格闘技を「競技」と言い切っている。武藤によれば、柔道の強化選手として、格闘技の頂点、自らの格闘者としての限界を垣間見たため、格闘技の追求には何ら幻想を抱いていないと言う。またUWFスタイルに対しても「柔道と同じ」と表現する等、いわゆる格闘技路線には価値を見い出していない。格闘技路線で売り出していた小川直也とグレート・ムタとして対戦した際は、背負い投げで投げたり腕をとってのドラゴンスクリューの様な技など正統な技に加え、小川の帯を抜き取って首を絞め、三角絞めで組まれた際に顔面への毒霧噴射などの反則も交えて終始圧倒、最後は指2本をとっての腕ひしぎ逆十字でTKO勝ちを納めた（ちなみに、この試合のレフェリーは猪木が務め、彼に毒霧を吐き、ビンタを受けて試合は始まった）。しかし、新日本プロレス所属時代の1996年9月23日、北尾光司を始めとする日本人を次々と撃破していたバーリトゥードの猛者ペドロ・オタービオと異種格闘技戦（プロレス）を行って、マウントパンチでギブアップ勝ちしたこともある。また2000年WCWから帰国後自分の道が見えずにいた武藤は、何故か小川とのバーリトゥードでの一騎討ちを望んだが、小川が乗り気でなかったため実現しなかった。

### 膝の故障
ムーンサルトプレスなど、膝に負担のかかる技を使い続けたため、両膝の軟骨の減少・摩滅等、膝に持病を抱えており、直立したつもりでも膝が「く」の字に曲がっている。後遺症は重く、カニ歩き（横向き）でないと階段を昇り降り出来ない、プライベートでは300m以上は断続的でなければ歩けない状態である。2015年3月20日放送の日本テレビ系『アナザースカイ』では、日常生活での膝への負担軽減の為、車いすを使用することがあるとナレーションされた（番組ではアメリカTNA遠征の際、中之上靖文が押す車いすで移動した。）。これは1988年に手術後のリハビリを充分に行う事無く、プエルトリコへの海外遠征（この遠征ではブルーザー・ブロディ刺殺事件が発生。）を行ったことが致命的だったと自伝などで語っている。また、武藤がショートタイツからロングタイツへと変えたのは、膝に何重にも巻かれたテーピングを隠すためである。
2010年までに、右膝を4度、左膝を1度手術をしているが、現代の医学では完全回復は不可能だと医師から告げられており、2013年頃から人工関節を入れる手術を行うことを検討していたが、プロレスが出来なくなるとして、手術をためらっていた。しかし、ドラマで共演した武田幸三に紹介してもらった医師により、2018年3月に膝関節を人工関節にする手術を行いながらも、現役を続行することができ、膝の故障は快方へ向かったが、その後、股関節に負担がかかり人工関節となるかもしれない状況で、股関節が人工関節となると「プロレスはできなくなる」と医師からドクターストップを受けた形で引退することとなった。
引退直前の段階では番組収録のあるラジオ局の駐車場から収録スタジオまで辿り着くのもやっとの思いであった。
かつて身体障害者手帳を交付してもらうために診断を受けたところ「肢体不自由（下肢）7級」と診断された。ただし障害のある箇所が膝以外に認められなかったため、実際に手帳の交付はされなかった。

### 俳優、タレント業、飲食店オーナー
武藤はプロレスをやる傍ら、俳優やタレント業の仕事も多くこなすレスラーとしても知られており、プロレスラーの中でもかなりの人気・知名度を得ている。映画初主演した「光る女」は、プロレスラーとしては実に力道山以来の主演映画となった。
しかし、俳優の仕事は自分を売るためだけにやっており、決まったことをやる俳優よりも、リング場で自分の思うままに演じられるプロレスラーの方がおもしろいと語っている。また、前もって渡された台本を全く覚えてこないため、撮影現場ではNGを連発することでも知られている。
2008年11月19日、東京都港区麻布十番に飲食店「麻布武藤」をオープンし、武藤の故郷である山梨の野菜やうどん、鶏を扱った。本人が店に出ることもあり、店の前には本人の手形が飾られていたが、2010年10月31日に閉店した。また、2008年12月10日に、兵庫県朝来市和田山町に武藤本人プロデュースによる「焼肉 武藤道場」を開店。店内に設置された大型テレビで試合のDVD映像を放映するほか、試合コスチュームの展示、オリジナルグッズの販売など北近畿地域に数店舗を展開した。

### その他
- 近年バラエティ番組やYouTubeなどで長州力と共演することが多く、長州の自由奔放な行動[注 6]に振り回される様子が人気を博している。特に『1億3000万人のSHOWチャンネル』（日本テレビ）では、両者が秘湯を目指す旅を行う持ちコーナー『長州力・武藤敬司の楽して行ける秘湯旅』が放送されていたほどだった。なお、長州が自身のYouTubeチャンネルにて武藤に「引退したらどうするんだ？」と聞いたところ、「はい、髪伸ばします」と返していたことを明かしたが、未だ髪は伸びていない[注 7]。
- 子供の頃、母が和食ばかり作り、その中でもマグロの刺身ばかり食べさせた影響で手料理や魚料理に飽きており[注 8]、小中学生時代に地元に出店したモスバーガーや、電子レンジで加熱してすぐ食べられるインスタントピザなどのジャンクフード、肉料理に憧れていたという。中学生の頃地元にチェーン店が開店したすかいらーくでビーフシチューを食べたのも本人にとっては良い思い出であり、「うちのおふくろ、まずシチューなんて作らないからね」と語っている[注 9][2]。
- 高校への進学は、当初は山梨県立吉田高等学校への進学を希望していたが、当時の山梨県の高校入試は受験者自身が志望校を決められない総合選抜制度が採用されていたため、山梨県立富士河口湖高等学校へ進学する事になった。1978年当時の富士河口湖高等学校は開校して2年目と間もない頃であったため[注 10]、校内で柔道のまともな練習が出来ずに地元の道場へ通っていた。柔道の合宿が行われた際、木村政彦の打ち込みの相手を務めたこともある。木村に関して「なんとかグレイシーじゃ勝てないよ」と述べている[4]。
- 妻は元タレントの芦田久恵。全日本プロレスでは経理を担当し、チケット販売を行うなど内助の功として支えた。久恵夫人は同期・蝶野の中学校での同級生で、試合会場に蝶野を訪問したところ、「かわいい」と惚れ惚れ状態だった武藤と橋本が蝶野に紹介してくれと頼み、「より危なくない方（武藤）を選んだ」蝶野が武藤を紹介し交際がスタート。1992年に結婚、1996年に長男、2000年に長女・愛莉が誕生。TBSの生活情報番組「ジャスト」のお宅訪問コーナーでは、進行担当のミスターちんが武藤邸を訪問し家族が紹介された。武藤が山梨出身で久恵夫人が新潟出身なので、武田信玄と上杉謙信のことでたまに言い争いがあると携帯サイトの日記で記している。
- 多くのプロレスラー、練習生を見てきた長州力は「入門当時から素質・素材ともにそろっていたのは武藤と蝶野だけ」と述べている。
- 練習生時代の武藤の脱走談は枚挙に遑が無く、入門初日から早々に脱走を企てたことを同期である蝶野と橋本が証言している。また、彼らによれば武藤から一緒に道場を脱走するための具体的な計画を持ちかけられたことがあるが、蝶野は厳しい練習をネタにした冗談と受け止めて本気だとは思わず、橋本に至っては話を完全に忘れて爆睡しており脱走計画は失敗に終わった。
- 初主演映画「光る女」は、当初プロレス好きの映画スタッフの推薦により前田日明に主演を頼もうとしていた。しかし相米慎二監督が新日の試合を生観戦した際、武藤の方を気に入ってしまいそのまま主演に抜擢されたというエピソードがある。
- 髪を引っ張られるのが嫌だったようで、髪を捕まれて起こされるのを極端に嫌い、髪を捕まれたら自分から起ち上がっていた。
- 前述した2000年12月31日に、サプライズで現在のようなスキンヘッドにした理由は本人曰く、「ゴールドバーグやストーン・コールド・スティーブ・オースチンを意識した」とのこと[注 11]。
- CSチャンネルサムライの番組で「おれは木村健吾さんの付き人で楽でよかった、あの人は怒らないから」とコメントし、周りを笑わせた。
- 海外修行時代にWWCからWCCWへ活動拠点を移した理由は、1988年7月にプエルトリコの野球場で開催された5日連続のビッグショーの初日当日に、ブルーザー・ブロディ刺殺事件が発生。翌日にホセ・ゴンザレスが実行犯と分かると、アメリカから来た選手は激怒してアメリカへ帰っていった。武藤はケンドー・ナガサキに相談したが、ナガサキに「先々を考えたら出るわけにいかねえだろ」と言われ、ナガサキが居住していたテキサス州ダラスへ移動してナガサキの世話となった後にWCCWへ活動拠点を移したという[11]。
- アメリカ修行からの帰国直後（オレンジ・ショートタイツ時代）にリングネームを募集したことがあるが、良いものが無く、結局本名の武藤敬司でいくことにした。
- メガネスーパーがSWSとしてプロレス団体を作ろうとしたさい、武藤も引き抜き対象としてリストアップされ、武藤本人もSWSから提示された条件に魅力を感じ引き抜きに応じ、当時新日本プロレスの社長だった坂口征二に退団の挨拶に行くが、驚いた坂口がその場でメガネスーパーの社長であった田中八郎氏に電話をし「武藤はそちらには行かせませんから」とその場で断り、SWSへの移籍はなくなっている[注 12]。なお、武藤は当時を振り返り「（最終的にSWSへ行かなかったのは）自分に自信がなかったのが大きかった。いくら米国で頑張っていても日本では実績がないから。何も“作品”をつくってもねえのに行っても、うまくいかなかったと思う。だから、今振り返ってみても行かなくてよかったんじゃないかな。」と回想している[44]。
- 麻雀が好きで、『THEわれめDEポン』など麻雀番組にも出演している。新日本所属時、同じく麻雀好きの坂口征二に可愛がられていたが、「あれはよく一緒に麻雀を打ったから」と述懐している。
- 達筆であり、1995年の『ワールドプロレスリング』内では毛筆で写経する武藤の姿が映し出されたこともある。
- アメリカでも抜群の知名度を持つが、WWEの興行ではレスラーとして一度も試合をしていない。これは、武藤がデビューした翌年に新日と当時のWWFが提携を打ち切り絶縁状態となった事や、渡米後は新日との契約の関係でNWA系の団体やWCW等、WWFと敵対していた団体を主戦場としていた事、WCWが活動を停止した当時は全日のエースとして団体を牽引しなければならない状況であり、WWEと契約できる状況ではなかった事、そして膝の状態など様々な要因が重なっていたためで、スティングと同じく『WWEに上がらない最後の大物レスラー』と言われた事もある。
- WWE日本公演で来日していたリック・フレアーに食事に誘われた際、武藤は後輩の小島を伴ってフレアーの元に向かった。その場にはトリプルH・ステファニー・マクマホン夫妻も同席しており、夫妻は（片言ではあるが）日本語で挨拶をし、2人にお時儀をして迎え入れたという。偉大なレスラーと普通に談笑する武藤を見た小島は「武藤さんの凄さを改めて知った」と語っている。また、フレアーはリングで、日本で戦った戦友を紹介したとき、「ジャンボ鶴田、天龍、グレート・ムタ（武藤敬司）」と挙げた。この時、武藤は解説席にゲストで来ており、（武藤ファンを公言していた）スーパースターのザ・ロックやクリス・ジェリコが入場する際には、わざわざ武藤の前に来て握手を交わすレスラーもいた（ただし、クリス・ジェリコにはビンタを喰らい、武藤はパフォーマンスでモニターで殴りかかろうとするジェスチャーをしたが、これも事前に2人が打ち合わせて行った演出である）。
- 同じくWWEに所属するグレゴリー・ヘルムズは、シャイニング・ウィザードを自らの得意技として取り入れている。既存の技の名前を、使用するレスラーの「必殺技」として新たに名前を設定する傾向のあるWWEの中にあって、ヘルムズは敢えて技の名前を変えずに使用している。この点について「自分が尊敬する武藤敬司の技だからこそ、彼に敬意を表す意味でそのままの名称にしている」とインタビューでコメントしている。
- 『名探偵コナン』第316、317話「汚れた覆面ヒーロー」にて、登場人物の毛利蘭がシャイニング・ウィザードで犯人のプロレスラーを一撃KOした回がある。武藤本人がアニメ化されることはなかったが、高木刑事が「武藤の…」と言いかけた場面があり、名前だけは登場した（原作:単行本38巻File5 - File7）。
- 2005年にマルホン工業より、パチンコ機「CR武藤敬司」がリリースされた。2020年には豊丸産業より、パチンコ機「Pほのかとクールポコと、ときどき武藤敬司」がリリースされた[45]。後者の機種では機種名の通り、武藤扮する、ムタと黒師無双を足したような外見をした「蝉丸」はめったに出現しないが、出現するだけで大当たりの期待度が高くなっている。
- 『武藤敬司のスポーツ大百科』に編集長として出演。プロレスラーで選手名が付いた地上波の冠番組はこれが初めてである。
- CSを含めてこれまでトーク番組のホストを長年こなしてきたことでも分かるように、プロレスと同様、その場の流れを掴む話術に長けている。ただし、学園祭などトークショーでは下ネタ乱発となることから、テレビ番組では編集が入っていることも多いと思われる。明石家さんまからは、「武藤はあかん」「武藤は危ない」と評され、トーク技術に好評価を受けていた。
- 口癖は「差し当たって、」で、タレントの神奈月が武藤のものまねをする時に連発する。武藤も神奈月のものまねを気に入り評価しており、神奈月と「ダブル武藤」のタッグを組んで、「F-1タッグ選手権」などでプロレスとお笑いを融合した試合を行った。このほか同期の船木誠勝は若手時代の武藤が「かったるいよ」が口癖でよく聞いた印象があると述べている。
- 以前インタビューでオカマキャラをやりたいと語っていたが、実現しておらず、オカマキャラとして、ランジェリー武藤がいる。
- 2000年代後半になると、ヒールのムタではなく武藤として試合をしているときにも、イス攻撃などをアクセントに使うことが増えた。しかし、リングサイドの観客からイスを奪う際、実際は小声で「すみません、貸してください」と丁寧に断わりを入れている。
- 台湾のトップミュージシャン伍佰と親交があり、入場曲を提供されている。2008年に全日本プロレスが台北遠征を実現できたのは、彼の力添えがあったためである（なお、団体としては22年ぶりの海外遠征であった）。2009年11月にも台湾興行を敢行している。

## グレート・ムタ
グレート・ムタ（Great Muta）は、武藤敬司扮する忍者をモチーフにした日本のペイントレスラー。漢字表記は愚零闘武多。

### 人物
マネージャー兼ブッカーのプレイボーイ・ゲーリー・ハートによってプロデュースされた。ギミック上は武藤の第二の人格とされ、魔界の住人という設定である。武藤自身はムタになっている時はその時の記憶を一切覚えていないとされ、代理人として記者会見などでムタの代わりにコメントをすることもある。正式なプロフィールによると、1989年4月2日アメリカ合衆国ルイジアナ州ニューオーリンズ出身。また、同じくゲーリー・ハートがマネージャーとなったザ・グレート・カブキの息子という設定である。ちなみに「ムタ」の由来は、「グレート・ムトウ」と外国人が「ムトウ」とうまく発音できないために、武藤自身が呼びやすい名前にした（ただし、現地のWCWのテレビ放送において、「Great Mutou」とテロップを出すところを誤って「Great Muta」と表示されてしまったことから始まるという説もある）。そのため日本での意味は「グレート・ムトウ」ということになる。さらに英語しか喋れないという設定だが、試合に負けるなどして武藤が激高や疲労し、設定を忘れて日本語を喋ってしまうことがあった。後述のWWE殿堂入り式典に至っては、ムタとしてマスクを着用しつつも終始素の武藤敬司の様な状態でスピーチを行っている。また、実況の辻よしなりやマサ斎藤がムタのことを「武藤」と呼んでしまうことが度々あった。特にマサ斎藤が実況席にいる際のムタ戦では「この武藤、いま戦っているのはムタなんですがね」等々の発言が必ずあるため、ファンの間ではマサ斎藤の人柄を表す語り草になっている。

### 経歴

#### グレート・ムタの誕生、武者修行時代
ムタの誕生は1987年、プエルトリコのWWCでの海外武者修行時代に遡る。修行先ではスーパー・ブラック・ニンジャ（Super Black Ninja）のリングネームを名乗って活動していた。スーパー・ブラック・ニンジャは黒装束をまとった忍者ギミックのベビーフェイスであり、まだペイントを施していなかったが、武藤が童顔であったためフェイスペイントをするよう促されたこともあり、簡易的な線等を書いて試合をしていた。1988年にはインベーダー1号ことホセ・ゴンザレスとTV王座を争った。
これがNWAのプロモーターの目にとまり、ゲーリー・ハートのアドバイスにより、ザ・グレート・カブキの息子という設定でグレート・ムタが誕生。以後本格的に顔に毒々しくペイントを施し始めた（色は試合ごとに変えていた。ごくまれに目の周りを黒く隈取をすることもあり、日本では1992年、長州力戦で初披露。これが観客に支持され、以後2000年までムタのペイントの基本形になった）。
1989年4月2日、WCWの対スティーブ・ケーシー戦において初登場（初登場時の入場コスチュームには「伊賀流」の刺繍が入っていた）。月面水爆を必殺技に、スティングやリック・フレアーとの抗争を経てヒールの人気レスラーとなった。1989年から1990年にかけてはテリー・ファンクとのJ・テックス（J-Tex）で活躍し、1989年10月28日のPPV "Halloween Havoc" ではブルーノ・サンマルチノを特別レフェリーに迎え、フレアー&スティングの頂上コンビとサンダードーム・ケージ・マッチで対戦している。
1990年12月16日にセントルイスのキール・オーディトリアムで開催された『NWAスターケード1990』には、マサ斎藤との「日本代表チーム」としてインターナショナル・タッグチーム・トーナメントに出場。1回戦でニュージーランド代表のロイヤル・ファミリー（ジャック・ビクトリー&リップ・モーガン）、2回戦でソビエト代表のサルマン・ハシミコフ&ビクトル・ザンギエフを破って勝ち進んだが、決勝でアメリカ代表のスタイナー・ブラザーズ（リック・スタイナー&スコット・スタイナー）に敗れた。

#### 日本上陸、新日本プロレスのトップレスラーへ
1990年9月7日、大阪府立体育会館でのサムライ・シロー（現：越中詩郎）戦で日本初登場。この時は、日本のプロレスファンが想像し期待していたムタ像と、自身がアメリカで培ったムタのファイトスタイルにずれがあり、やや消化不良な試合となってしまったが、同年9月14日、広島サンプラザでの馳浩戦にて馳を大流血させ勝利し、アメリカとは異なる日本におけるグレート・ムタ像を作り上げる。これ以後、新日本プロレス所属選手となり、年に何度か登場しては対戦相手を流血と毒霧地獄に追い込む凄惨な試合を展開した。
1992年8月16日の長州力戦でIWGPヘビー級王座・グレーテスト18クラブ王座を獲得すると、一気に人気レスラーの仲間入りを果たし、1993年1月4日に行われた東京ドームでの蝶野正洋戦では、試合中に毒霧や凶器などを使用しない普段とは違った正統派ファイトで臨み勝利。NWA世界ヘビー級王座を獲得した。同年5月3日には福岡ドームでWWF（現：WWE）の大物ハルク・ホーガンとの対決を実現。9月23日には横浜アリーナでタッグを組み、ヘルレイザーズと対戦している。そして同時期に父親であるザ・グレートカブキと対戦。それぞれの主戦場だったWARと新日本プロレスで二度に渡って「親子」対決を繰り広げた。ちなみにこの1度目のWAR参戦の際には阿修羅・原とも対戦し、勝利している。1994年にはアントニオ猪木が自身の引退興行と銘打った「イノキファイナルカウントダウンシリーズ」にて、猪木の初戦相手を務めた。その後長らく武藤はムタを封印する。

#### 1996年復活、封印
1996年4月29日、新崎"白使"人生戦でおよそ2年ぶりに復活。入場曲を一新し、衣装もさらに派手になった。テレビカメラの前で白使が持参した卒塔婆に白使の流血した血で「死」と書くなどこれまで以上の残忍な試合を展開。後にこの試合は、ムタを代表する試合の一つとなり現在でも入場などで映像が流されることがある。10月にはWARにサプライズ参戦し、天龍源一郎と対戦する。敗北したものの、この試合もファンの間では名勝負と名高いものとなった。また同時期に獣神サンダーライガーとも対戦。序盤から圧倒しマスクをはぎ取るが、その下から禍々しいペイントを施した顔が現れる。これはライガーがムタ打倒のために打ち出した秘策で、後にこの姿は『鬼神ライガー』と呼ばれるようになった。自身の得意技である毒霧を吹きかけられ、容赦ない凶器攻撃に苦戦するが、一瞬の隙を突き、月面水爆で辛くも勝利した。その後の1997年1月4日にパワー・ウォリアーとお互いのギミックの封印を賭け、試合を行い敗北。再び封印された。

#### 2度目の復活、nWo JAPAN時代
同年2月16日に平成維震軍のリーダーとなった越中詩郎に『負けたらムタの維震軍入り』を賭けて2度目の試合を迫られ、無理矢理復活させられる。本人も不本意の復活だっため、試合当日は怒りをあらわにし維震軍ののぼり旗に毒霧を吐くなど暴挙に出た。この試合はムタの勝利で終わったため維震軍入りはしなかった。しかし、同年4月12日の東京ドーム大会で当時nWoジャパンの総帥だった蝶野に勝利。試合後二人は共鳴し、ムタはnWoジャパンに加入した。以後フェイスペイントもnWoロゴをモチーフにした黒いものが中心となり、正規軍や当時プロ格闘家だった小川直也と激戦を展開した。またこの時期、G1にも参戦している。さらに同年から2000年にかけては蝶野と古巣WCWと新日本プロレスを行き来する形になり、nWo本体とも合流した。しかしその最中、1998年にカブキが引退を表明。これに際し、ムタは「一緒に試合がしたい」という慨のコメントを武藤を通じて発表した。そして8月の新日本プロレス大阪ドーム大会でムタとカブキは「親子」タッグを結成。（この時は赤のペイントで顎に『Goodbye daddy』と書かれていた）後藤達俊、小原道由組と対戦し、勝利。カブキの引退に花を添えた。翌99年には大仁田厚扮する自身の偽者グレート・ニタに不快感を示したことがきっかけで神宮球場を舞台に電流爆破デスマッチルールで一騎打ちした。ニタの武器である鎌を奪い、2度毒霧を吹きかけるなど圧倒的な強さを見せつけ勝利を収めた。

#### 全日本プロレス時代以降
2000年になると、TEAM 2000総帥となった蝶野や北斗晶をマネージャーに従えたパワー・ウォリア―と再戦したが、いずれも敗北。思うような結果が出せなかった（このウォリアー戦で純粋なペイントレスラーとしてのムタは日本では見納めとなった）。その後、新日本とは距離を置き、海外を中心に活動するつもりでWCWに帰還。空港に着くなり、多数の報道関係者に取り囲まれ、「あのプロレス史上最凶のヒールが帰ってきました」の賛辞で迎えられる等、アメリカ国内での人気はいまだに衰えを知らなかった。復帰したWCWではスティングと抗争を得て、バンピーロやインセイン・クラウン・ポッシーが結成していたダーク・カーニバル（Dark Carnival）なる怪奇派ユニットに加わり、バンピーロとのコンビでクロニック（ブライアン・アダムス&ブライアン・クラーク）からWCW世界タッグ王座を奪取するなど活躍を見せたが試合の機会を満足に与えられず帰国（詳細は武藤の項目を参照）。WCWもWWFに買収され消滅した。
武藤が帰国し、スキンヘッドになるとムタを一時封印して、後述の黒使（師）無双が武藤の化身として登場していたが、2002年に全日本プロレスに移籍後、毒蜘蛛をモチーフとするSFX用ラバーマスクとペイントを組み合わせた新しいスタイルで復活を遂げた（マスク制作は特殊メイクアーティスト、JIROによる）。天龍源一郎から三冠ヘビー級王座を奪った他、自身の偽物である『GREAT MUTA』と対戦。さらに、ファンタジーファイトWRESTLE-1でボブ・サップと対戦。敗北したが、試合後に魔術を使ってリングごとサップを行方不明にさせた。2005年にはWRESTLE-1 GRAND PRIX 2005（上記のものとは無関係の興行）で佐々木健介、曙と対戦した。2006年には小島聡と三冠ヘビー級王座を賭け対戦するも、敗北を喫した。また、同じ毒霧の使い手であるTAJIRIとも対戦し、その後タッグも組んで、ゴールドダスティン、白使組らと激突している。
2007年6月17日にはハッスルに参戦し、タレントレスラー相手に巧みな試合コントロールを見せた。中でもインリンのM字固めを切り返した直後、股間に毒霧を噴射したシーンは当日の興行においても名場面として高く評価され、直後に発売された週刊プロレスの表紙も飾った。後にこの噴射によりインリンが失神をするが「ご懐卵」したというギミックが付加され、公式設定としては初のムタの実子が誕生することとなった。当初はニューリン様の例から考えると娘（＝ムタスタイルのインリン・クローン）と思われていたが、実際に誕生したのは息子、それも文字通りの怪物と呼ぶに相応しいモンスター・ボノであった。12月31日のハッスルの試合では、天龍源一郎らがボノをキャメルクラッチで捕獲、レイザーラモンRGが生肛門攻撃しようとした瞬間、時計の音が鳴り響き入場ゲートの床が突き出始め、中からグレート・ムタが降臨するというパフォーマンスで登場。試合はTAJIRIに対し毒霧を出した後、親子3人でフォールし勝利を収めた。
2008年1月4日に新日本プロレスに7年8ヶ月ぶりに参戦。後藤洋央紀と対戦し、月面水爆で勝利を収めた。9月28日には、諏訪魔を破り第38代三冠ヘビー級選手権者となった。その後鈴木みのる相手に防衛戦を行い、これを打ち破るが、2009年に高山善廣に奪われた。その後はVOODOO-MURDERSと抗争を繰り広げた。
2013年にWRESTLE-1（前2つとは無関係の団体）に移籍。2014年1月4日、新日本プロレス東京ドーム大会に降臨。矢野通と組み、鈴木みのる、シェルトン・X・ベンジャミン組と対戦し、勝利した。5月にはTAJIRIと組んでタッグマッチに臨んでいる他、6月に武藤の愛弟子真田聖也とシングルマッチを行い、勝利した。同時期に真田やTAJIRIと共にTNAにも参戦している。その後、人工股関節を入れる手術を受けたため、長期休養に入る。
そして2019年4月6日、米団体「HOG」の「CULTURE　CRASH19」に参戦。メインイベントの6人タッグで昨年3月25日のDDT両国大会以来となる1年ぶりの復帰を果たした。さらにその夜、新日本プロレスのマジソン・スクエア・ガーデン(MSG)大会にサプライズ降臨。第0試合の30人参加１分時間差バトルロイヤルで、30番目に登場し、獣神サンダー・ライガーと対戦した。7月14日には九州プロレスにて国内復帰を果たし、11月2日にプロレスリング・ノアのリングに上がる。ムタとしてはこれが初になり、丸藤正道と対戦し、閃光妖術を決め勝利。その後ノア所属選手となり、丸藤の化身魔流不死とタッグを組み、清宮海斗を試合後車で攻撃するなど、変わらぬ残虐性を見せつけた。2022年6月17日の会見で、引退ロードが発表された。（詳細後述）
2023年1月22日、横浜アリーナでの「GREAT MUTA FINAL " BYE-BYE"」をもって引退した。その後、3月16日にWWE殿堂入りが発表された。

#### ファイトスタイル、武藤敬司時の差異について
ムタのファイトスタイルは、前述の通り、対戦相手を流血に追い込むほどのラフ攻撃や凶器攻撃、毒霧攻撃などが主体だが、初期の頃は素顔の武藤敬司が使用する技は極力使用せず、忍者らしいアクロバティックな動きなども意識し、試合運びの面においても武藤のものと差別化を図っていた（後述のように例外もある）。しかし、素顔の武藤のファイトスタイルや身体のコンディションの変遷とともに、武藤とムタのファイトスタイルに差異はなくなってきている。

### 入場衣装
1996年の復活から試合ごとに入場衣装が目まぐるしく変わるようになり、入場もムタの魅力の一つとなった。2002年からはマスクマンになったためマスクにもモチーフが反映されるようになった。基本の頭巾を被った忍者風コスチューム（頭巾の前面にどくろや鬼のマスクがある場合もある）、カブトムシを意識した黒いコスチューム（'97蝶野戦など）、異形の怪物を意識したメカニックコスチューム（'99ニタ戦）、蜘蛛と忍者を掛け合わせたもの（'02コジ戦など）、ジェイソン（'04サップ戦）、悪魔（'04MUTA戦）、ダース・ベイダー（'05健介戦など）、海外遠征によるメキシコでの世界遺産、イギリスでの騎士（'07白使&ゴールドダスティン戦）、プエルトリコでのパイレーツ（'07ハッスル参戦時）、中国をイメージしたもの（'08鈴木戦など）、蜂の巣（'14真田戦など）など毎試合工夫をこらしている。

### グレート・ムタの偽者、オマージュ / パロディ
グレート・ムタには偽者が2人登場している。2002年10月に新日本プロレスに初登場したMUTAと、2004年11月に全日本プロレスに登場した前述のMUTAである。どちらもムタと違い全身コスチューム系覆面レスラー（一応ペイントもしている）で、どちらも同じコスチュームだが中身は別人である。
全日本版MUTAは本物のムタに敗れたのち、マスクを脱いで素顔のジョニー・ザ・ブル・スタンボリーとして参戦、VOODOO-MURDERSを結成した。
なお、2002年に新日本に登場したMUTAは、正体を明かしておらず不明である。
別レスラーのオマージュとして宮本和志のグレート・カズシ、大仁田厚のグレート・ニタ、小島聡の愚零斗孤士（グレート・コジ）、TARUのグレート・ルタ、曙のグレート・ボノ、吉江豊の具冷斗油太（グレート・ユタ）、竹村豪氏のグレート・タケ、雷陣明のKIYOSHIなどがある。女子としては工藤めぐみが同系統のキャラクターに扮したことがあったが、予告無しであったためリングネームはそのまま。後付けで「女愚魅」と呼ばれることはある。カブキ直系（本人が連れてきた等）のギミックはムタとユタ、タケとカブキシートのみである。また2008年、全日本所属だった雷陣明がトライアウトを経て、KIYOSHIのリングネームでTNA所属となり、ムタを彷彿とさせる黒いフェイスペイントで活躍していた。
2011年10月23日の「2011 プロレスLOVE in 両国 vol.13」では、「ももいろクローバーZ」ならぬ「グレートクローバーZ」が参戦し、リング上で毒霧を吐いたり場外乱闘を演じた。
2014年にはTNAで真田聖也がパートナーの本家グレート・ムタを背後からイスで襲撃しグレート・サナダに転身した。
2023年11月27日に開催されたプロレスリング・ノアの興行『MONDAY MAGIC ep4』において、ムタの娘と名乗る『愚零闘咲夜』が登場し、その日は試合は行わなかったが、対戦相手に毒霧を噴射し、翌年2024年1月3日の同じくノアの有明アリーナ大会にて正式にデビューしている。また、咲夜とは別に2023年12月29日のアクトレスガールズ後楽園ホール大会にて、ムタの落とし子を名乗る『グレート朝子』が登場しており、現在ムタの娘は二人存在している。

### グレート・ムタとしてのエピソード
- ムタの顔にはしばしば「炎」や「忍」などの漢字が書かれているが、これは武藤が鏡を見ながら自ら文字を書いているため、「忍」の字が裏文字になっている。(NWA時代は「忍」「者」であった)
- 武藤としての項目で記載した通り、WWEに出場したことはないものの、WCWでの活躍から未だもってアメリカでのネームバリューは高く、人気・知名度ともに日本人レスラーの中ではトップクラスである。事実、前述のTNA所属のKIYOSHIのプロモ映像で武藤としてスティングと共に出演し、スティングはかつてムタと戦ったことに触れながらKIYOSHIに期待するコメントを送り、ナレーターも彼の弟子であることを強調するなど、現在でも影響力の大きいことが窺える。（同時期、TNAの番組内においてバックステージでインタビュー中のクリスチャンの元へも現れ、失礼な質問をした彼を毒霧で威嚇する様子が見られている。）
- 試合中にバックステージに退場して武藤からムタに変身した試合が2度（1994年4月、1997年3月）、ムタから武藤に変身した試合が1度（1997年9月）あり、いずれも蝶野が絡んでいる。武藤からムタの一つとして、1994年4月の広島グリーンアリーナにおける天龍源一郎とのタッグマッチにおいて試合当初から締りの無い試合運びをする武藤を見かねた天龍が試合中に、マイクを持ち「だらしない試合をしやがって。ムタで来いよ」という喝ともいえる挑発があり、すかさずパートナーの蝶野をリング内に一人にし、およそ4分でムタとなりリングに戻ってきた。
- 闘魂三銃士で唯一、猪木とのシングルマッチを実現させて、IWGPヘビー級王座のタイトルを最も早く獲得したのはムタである。
- 諏訪魔戦では三冠ヘビー級チャンピオンに返り咲き、別キャラクターではあるが、同一選手がIWGPヘビー級と三冠ヘビー級のベルトを同時に保持したのは、2005年の小島聡以来二人目である。
- かねてよりムタの大ファンであると公言しているザ・ロックとは、お互い携帯電話の番号を交換している仲。ザ・ロックはそのことを「俺はグレート・ムタから電話してもらったことがあるんだぜ。すごいだろ？」と周りのレスラーに自慢している。
- 妻の芦田久恵と婚約した頃、ムタとして試合に登場し、そのファイトぶりでリングサイドで観戦していた彼女の両親をひかせてしまい、結婚を考え直した方がいいんじゃないかという話にまで発展したことがある。
- 2007年にテレビ朝日系列で放送されたSmaSTATION!!での花粉症特集で武藤敬司として出演した際に、「グレート・ムタで試合をする時に毒霧を吹かなきゃいけないのに、試合前に鼻づまりが起きて、呼吸困難になるかなという不安感があったが、結果的には大丈夫だった」と、花粉症にかかったことを明かしている。
- 2019年、ムタとして初めてノアのリングに登場し丸藤正道と闘った際、カメラマンの持っていたハンディカメラを破損させてしまった事がある他、2021年にはABEMAのドローンカメラに毒霧を吹きかけ、使用不能にしてしまった事がある。

## 黒師無双
黒師無双（こくしむそう）は、武藤敬司扮する日本のペイントレスラー。ギミック上の武藤の第三人格で、天界に住んでいる聖人とされる。

### 経歴
2001年8月19日、みちのくプロレス宮城ニューワールド屋外駐車場特設会場で白使とタッグを組んで対ヒロ斎藤&後藤達俊組戦で初登場。9月16日には新日本プロレスで白使とタッグを組んで対蝶野正洋&マイク・バートン組戦で登場。さらに2002年5月1日、全日本プロレスで白使とタッグを組んで対愚零斗孤士&ジョージ・ハインズ組戦で登場し、2003年8月10日、プロレスリングZERO-ONEでロウ・キーとタッグを組んで対トム・ハワード&ジョシュ・ダニエルズ組戦で登場した。この時にはロウ・キーも顔や体に黒師無双のようなペイントを施していた。2009年6月1日、武藤祭で白使とタッグを組んで対TARU&歳三組戦で再登場を果たしている。
武藤自身が使う技に加え、毒霧や白使が使用する念仏パワーボム、拝み渡りといった技も使用する。蝶野、マイク・バートン組戦の時に毒霧を初使用するが、その時には水を代用した。新日本プロレス再見参のAKIRA、ジャイアント・シルバ戦以降はちゃんとした毒霧を使用するになった。
なお、新日本プロレス時代は黒「使」無双のリングネームだったが、全日本プロレスに移籍してからは黒「師」無双と名前を変えている。ギミックのモチーフは上記の白使と武藤の好きな麻雀の役名「国士無双」から。白使と違って体にはお経ではなく「Pro-wres Love」など英語の文章が書かれている。また、黒師が生まれた背景には、2000年に武藤が髪の毛を剃りスキンヘッドにした為、ムタとして登場しにくくなったということがある。（後にマスクマンという形で復活した）。
なお、武藤・ムタが引退後の2023年3月5日にみちのくプロレスの大会内にて行われたトークショーで、黒師無双は引退していない事が武藤から明かされた。

## タイトル歴
WWE
- WWE殿堂（2023年）

WCW
- NWA世界ヘビー級王座：1回（第80代）
- NWA世界TV王座：1回
- WCW世界タッグ王座：1回（グレート・ムタとして。パートナーはバンピーロ）
- バトルボウル優勝：1回（1992年）

CWF
- NWAフロリダ・ヘビー級王座：1回

CCW
- NWA USジュニアヘビー級王座：1回

WWC
- WWC TV王座：1回
- WWCプエルトリコ・ヘビー級王座：1回

全日本プロレス
- 三冠ヘビー級王座：3回（第27代、第30代、第38代）

第27代王者時代は世界タッグ王座（2冠）とIWGPタッグ王座を同時に保持し、六冠王である時期もあった。第30代・第38代はグレート・ムタとして。第38代期は武藤としてIWGPヘビー級王座を同時保持。
- 世界タッグ王座：5回（パートナーは第45代太陽ケア→第48代嵐→第54代ジョー・ドーリング→第56代船木誠勝→第60代KENSO）

第60代はグレート・ムタとして。
- 初代F-1タッグ選手権

パートナーは神奈月。7回防衛。
- チャンピオン・カーニバル優勝：3回（2002年・2004年・2007年）
- 新春ジュニアヘビー級バトルロイヤル優勝：1回（2011年）
- 新春ヘビー級バトルロイヤル優勝：1回（2011年）
- 世界最強タッグ決定リーグ戦優勝：3回（2001年・2007年・2009年）

パートナーは太陽ケア→ジョー・ドーリング→船木誠勝。
新日本プロレス
- IWGPヘビー級王座：4回（第13代、第17代、第24代、第49代）

第13代はグレート・ムタとして。第49代はムタとして三冠ヘビー級王座を同時保持。
- IWGPタッグ王座：6回（パートナーは第4代越中詩郎→第12・33代蝶野正洋2回→第17・24代馳浩2回→第42代太陽ケア）
- グレーテスト18クラブ王座：1回（第2代）

グレート・ムタとしてIWGPと同時に獲得。その後封印。
- G1 CLIMAX優勝：1回（1995年）

優勝は1回（しかもIWGPヘビー級王者として優勝）
- G1 TAG LEAGUE（SG TAG LEAGUE）優勝：5回（1993年・1994年・1997年・1998年・1999年）

パートナーは馳浩2回→蝶野正洋→小島聡→スコット・ノートン。
プロレスリング・ノア
- GHCヘビー級王座：1回（第34代）
- GHCタッグ王座：1回（第57代、パートナーは丸藤正道）

WRESTLE-1
- WRESTLE-1チャンピオンシップ：1回（第2代）
- F-1タッグチャンピオンシップ：1回（初代）

パートナーは神奈月。
プロレス大賞
- 1986年度プロレス大賞 新人賞
- 1989年度プロレス大賞 特別功労賞
- 1990年度プロレス大賞 最優秀タッグチーム賞（with蝶野正洋）
- 1995年度プロレス大賞 最優秀選手賞
- 1998年度プロレス大賞 殊勲賞（冬木弘道も受賞）
- 1999年度プロレス大賞 最優秀選手賞、ベストバウト賞 （5/3 天龍源一郎戦）をダブル受賞。
- 2001年度プロレス大賞 最優秀選手賞
- 2005年度プロレス大賞 最優秀タッグチーム賞（with曙）
- 2008年度プロレス大賞 最優秀選手賞
- 2011年度プロレス大賞 ベストバウト賞（8/27 with小橋建太VS矢野通&飯塚高史戦）
- 2021年度プロレス大賞 ベストバウト賞（2/12 VS潮崎豪戦）
- 2023年度プロレス大賞 ベストバウト賞（1/1 VS中邑真輔戦）（グレート・ムタとして）

日本プロスポーツ大賞
- 2022年度スポーツ功労者顕彰[54]

## 得意技
技に対するこだわりが強く、一つ一つの技を極めて大切にする選手であり、他のレスラーが使う技でも必ず独自の改良を加え、自分なりの「美学」を形成している。そのため技術を感じられない技や観客を無視した技への嫌悪感は強く、越中詩郎のダイビング・フットスタンプを「あんな技うちの息子だってできる」と言い放ったこともある。武藤の技全体に見られる特徴として、緩急の差の大きさがあげられる。また、ラリアットに対して「あんなの、ただ腕を横に出すだけ」と言い放ったこともある。

### フィニッシュ・ホールド
足4の字固め
一時期、武藤がムーンサルトの他の決め技を模索しており、ドラゴン・スリーパーを決め技にしていた時期があったが、馴染まないでいるうちに1995年10月9日東京ドームでの激突!!新日本プロレス対UWFインターナショナル全面戦争における高田戦においてドラゴン・スクリューの連発からこの技に繋いでギブアップを奪った。この試合以降、武藤は足4の字を自らのフィニッシュ・ホールドの一つとして使用している。特にnWoジャパン時代においてドラゴン・スクリューからの足4の字固めは必勝パターンとして多用された（蝶野とのタッグでは、武藤が足4の字を仕掛ける傍らで蝶野がSTFまたはバタフライロックを仕掛けるのが必勝パターンであった）。
シャイニング・ウィザード開発以降は、繋ぎ技の扱いでフィニッシュとすることはあまりない。武藤がリスペクトするリック・フレアーの得意技でもある。
シャイニング・ウィザード
通称：閃光魔術。スキンヘッドとなって以後（本項では便宜的に後期と呼ぶ）の武藤のオリジナルで、代名詞的な技。相手の膝等に飛び乗って頭部に膝蹴りを叩き込む（初公開は2001年1月28日、全日本プロレス東京ドーム大会での太陽ケア戦）。使い始めた当初と現在では微妙に型が異なり、当初は膝を相手の顔の正面へかち上げるような形で当てていたが、プロレス技として見栄えが悪い上にあまりにも危険なためにフォーム修正が行われ、外側から回し蹴りのようにして膝の裏側の部分を当てる型を採用している。
この技の名称は一般公募で集めた中から決められており、多かった「シャイニング」と「ウィザード」を組み合わせているが、それを「閃光魔術」と名付けたのは当時、『週刊ゴング』編集長の金沢克彦であり、全日本から「閃光魔術Tシャツ」が販売された際に「名付け親の俺にロイヤリティは入らないの?」とデザイナーに冗談口調で聞いたという。
片膝をついた相手の膝を踏み台にするパターンが基本的なものであるが、以下のようなバリエーションもある。
- コーナーポストの相手に串刺し式で放つ。
- コーナーポストに座っている相手に、コーナーを駆け上りながら放つ。
- レフェリーの肩を踏み台として放つ。
- ブリッジしている味方選手の腹部を踏み台にして放つ。
- 相手を味方選手に肩車させ、コーナー上から放つ（シャイニング・インパクト）。
- 立っている相手に放つ。
- 後頭部に放つ。
- パワーボムの返し技として用いる。
- 技を放った後そのまま体固めに移行する。
- グレート・ムタや黒師無双として使用する際は、「ダークネス・ウィザード（閃光妖術または暗黒魔術）」と呼称される場合もあり、イス攻撃した上でそのイスを踏み台にするなどのムーブが加わる。

この技は多くのレスラーにコピーされ、様々なアレンジ版が公開されており名前も異なる。現在では相手の膝を踏み台にした技は「シャイニング式〜」と呼ばれる（例・シャイニング・喧嘩キック）。
ムーンサルトプレス
トップロープに上って後方270°回転ボディ・プレスを行う（新日本時代には稀にセカンドロープからも）。
当初はラウンディングボディプレスとも呼ばれた。また、ムタや黒師として使用する際は『月面水爆』と呼称される場合もある。
ラウンディングボディプレスとしての使い手は初代タイガーマスクが元祖であるが、タイガーマスクのは空中でひねりを加える形であり、武藤のような完全なバク転体勢ではない（タイガーが後方転回式の体勢で披露したのは数回程度で現在のような勢いをつけて回るのではなくポストにたちスタンディングの状態から一回転する形であり体固めへの移行はなかった）。武藤も最初は初代タイガーマスクと同形のフォームであったが、改良を重ね体固めに移行する今の形となった、そのインパクトから新人にもかかわらず、記事紙面に大きく取り上げられ、一時期この技を習得することがレスラー間でブームになったほどであった。
初めて披露したのは1985年の対船木誠勝戦。前期（スキンヘッドになる前の武藤を本項では便宜的に前期と呼ぶ）の武藤敬司を代表するフィニッシュ・ホールドである。現在では数え切れない程の選手が使用する技でもある。
膝の関節に多大な負荷がかかる技であり、WCW時代にテレビ撮りのために、一日に何試合もこなさなければならないこともあって乱発した結果、武藤の膝は慢性的な故障を抱えることとなり、ヒザの状態を考慮してビッグマッチ以外は使用しなくなるようになるが、2018年に膝を人工関節にする際、手術後にムーンサルトを使用した場合に人工関節が壊れる危険性が高いという理由から医師から使用を厳禁され、2018年3月の試合を最後に封印したが、2021年6月6日の丸藤正道とのGHC戦において約3年ぶりに解禁した。しかし、後に「もう、やらねえよ。あれで、最後だ」と“永久封印”発言をした。その後、引退試合でムーンサルトを使う素振りを見せたが、コーナーポストに足をかけたところで首を横に振り使うのを諦めている。引退試合後、自身の代名詞と認めているムーンサルトをできなくなったことで「プロレスで無理をしても構わないはずの自分への厳しさがなくなった」と自嘲気味に語った。

### 関節技、締め技
ボストンクラブ
ハーフボストンクラブ
腕ひしぎ十字固め
幾度となくこの技でギブアップを奪ってきた。カウンター攻撃として、ブレーンバスターやアルゼンチン・バックブリーカーなどから腕ひしぎ十字固めに移行するテクニックも持っている。新日本時代には稀にビクトル式も使用していた。
指極め十字固め
腕ひしぎ十字固めで捕らえた相手の指を逆関節に極める残酷かつ危険な技。指2本を極めるため厳密には反則技。使用するのはムタの方で、小川直也をこの技で極めTKO勝ちを奪っている。
飛びつき式膝十字固め
柔道式のカニ挟みから相手を倒してそのまま膝十字を決める技。昔から時々使用している。
リバース・インディアン・デスロック
うつ伏せの相手の両足を交差させ、自分の片足を掛けた状態から後方に倒れ込み、両足にダメージを与える技。WCW時代に「鎌固め」を決め技にしていた時期にはこの技から移行することもあった。技の入り方も色々あり、サソリ固めから移行したりとバリエーションも豊富であった。なお、アントニオ猪木の得意技でもある。
鎌固め（ムタロック）
リバース・インディアン・デスロックの体勢から、後方にブリッジして相手のアゴを自分の両手で持ち、反り上げて絞め上げる。WCW在籍時はフィニッシュ技にすることも多かった、シャイニングウィザードの開発以降は膝への負担を考慮しほとんど使用されなくなった。
卍固め
第17代IWGPヘビー級王者時代に多用していた。
キーロック
アントニオ猪木や藤波辰爾が得意とした技であり、自分の腕と足を使い、相手の肘にダメージを与える。または腕の血流を止め麻痺させる効果もある。武藤のグラウンド攻撃で欠かせない技である。
胴絞めドラゴン・スリーパー
グラウンド状態から自分の両足で胴絞めを決めつつ、ドラゴン・スリーパー・ホールドをかける。
STF
グラウンドから相手の足首を極めつつ、フェイスロックで顔面を絞める技。蝶野の必殺技のイメージが強いが、武藤も中盤の繋ぎとしてよく繰り出す。クロス式や裏STF、STSも使用した事がある。
ナガタロックII
嵐と組んだ2003年のTAKAみちのく＆ギガンテス戦以降時々使っている技。使用する時は顔ではなく首を極めて使用する場合もある。
首4の字固め
1990年代まで使用していた。ムタの時に使用した時はよくタッチロープ（コーナーに巻き付いている紐）で相手の首を絞めそれをこの技で覆い隠しながら使用していた。

### 打撃技
エルボー
エルボー・スタンプ
逆水平チョップ
チョップ・スマッシュ
クローズライン
花道や場外で大きく助走をとり勢いよく走り込んで相手の胸元に当てた後に走りぬけるムーブをよく使用していた。
ムタチョップ
逆手で放つ地獄突き。ムタの時に使用。
ハイキック
ムタが使用。主に1980年代から2000年代初期まで試合の序盤で使用していた。大抵は空振りに終わる。ムタのデビュー戦で最初に繰り出した技でもある。武藤の時もUWF抗争時に使用していた。
スペース・ローリング・エルボー
コーナーにもたれかかった相手に向かって側転（体操でいうロンダート）し、勢いそのままに胸元へ背面エルボーを放つ技。多くの場合、この技からフェイス・クラッシャーに繋げる。かつては試合中盤の組み立てに欠かせない技であり、場外でも繰り出していたが、膝への負担が大きいことと、相手に動きを読まれやすくなったことから（例：ラリアットで迎撃）、2000年代中期以降はほとんど見られなくなった。
フラッシング・エルボー
ドライビング・エルボーとも呼ばれる。独特のフォームによるエルボー・ドロップで現在は相手をフライング・メイヤーで倒し、自らロープに走って行うことが多いが、新日本時代は稀に、現在の棚橋のようにその場飛びで行うこともあった（これをドライビング・エルボーと当時は呼称された）。また同じく新日本時代にはこの技を連発してから、ギロチン・ドロップというパターンも稀に見せていた。WWEのスーパースターとして活躍したザ・ロックの代名詞となったピープルズ・エルボーは、武藤のこの技が元になっている。
ドロップキック、ミサイルキック
武藤の場合、フォーム的には下から突き上げるようなドロップキックや、対橋本戦で見せたような通常のドロップキックのように相手の胸板位の高さまで飛んでおきながら、あえて胸は蹴らずそのまま膝を狙うフェイントをあわせたり、相手のラリアットを前転で回避しその後に放つなど、多様なムーブを見せる。また、足四の字の布石となる低空式に相手の膝部分を狙って仕掛けることも多く、ミサイルキック（主にセカンドロープから）低空式という高低差のある攻撃もある。足4の字固めやシャイニング・ウィザードに繋ぐ重要な技となっており、特に大型レスラーに対してはこの技の連発で試合を組み立ててゆくことが多い。
20歳代から40歳代前半にかけては度々スワンダイブ式で繰り出すこともあったが、近年ではほとんど使用していない。
ローリング・ソバット
飛び上がって、相手の胸板または首元に蹴りこむソバットキック。アメリカでは珍しかったのか、ムタがこの技を使う度に客席が沸いていた。最近は膝の故障の影響であまり使われない。
バック宙キック
初代タイガーマスクが得意とした、バック宙をしながらキックを浴びせる技である。ヘビー級の使い手は武藤くらいで、幼少時代からバック宙を得意としたのが活きている。この技も膝の影響で使用回数は減ったものの、ここぞというときに今でも使用している、主に劣勢時から逆転や相手の不意をつく際に使うことが多く、瞬時に繰り出す為速功性が高いという特性を持つ。ただし完全に回りきることはなく頭あるいは首から落ちる場面が度々見受けられる。
初公開当初雑誌では武藤流輪廻とも呼ばれた。
フロントロールキック
その場飛びの浴びせ蹴りである。体をスイングさせず瞬時に放つ為回避が難しく相手はよける暇もない。
拝み渡り
黒師の時に使用。相手の腕を捻った状態で持ち、トップロープ上を拝みながら歩き、最後に手刀を振り下ろす。本家は新崎人生。黒師の場合、鉄柵上を歩くこともあるが、本家と違い少しぎこちない。
浴びせ蹴り

### 組み技
ドラゴン・スクリュー
相手の片足を両腕で抱え込み、体ごと回転しながら倒れこむことで相手の足関節にダメージを与える。開発したのは藤波辰爾。1995年10月の東京ドーム大会高田延彦戦で披露された（高田はこの試合で膝を故障し、長期休養を強いられた）。雪崩式でも用いられる。武藤が高田に用いて勝利を収めた後、大流行した技である。近年では次第に場外・エプロン・本部席のテーブルの上と相手が受身のとりづらい場所でもお構いなしに繰り出されるようになり、更にはロープ越しなど相手が回転できない状況で出すなど危険度が増している。通常は右足を掴むが、2008年には、タッグマッチで対戦した鈴木みのるに逆回転式を見せている。
ネック・スクリュー
ブレーンバスターの体勢で相手をロープトップロープに宙吊り状態にして相手の左腕をロックして、相手の首を抱え込み固定したまま勢い良く自身の体を捻ってマットに叩き落す技
2008年のチャンピオン・カーニバルでの太陽ケア戦で初披露。
フランケンシュタイナー
相手の頭を前方から足ではさんで自分の体を反らせ、相手の頭をマットに叩きつける（ウラカン・ラナに似ているが、ウラカン・ラナは同様の体勢から丸め込む技である）。相手をトップロープに座らせて行う雪崩式も見られる。パワーボムで持ち上げられた際の返し技ともなる。ムタの場合は、雪崩式の際トップロープで噛み付き攻撃や毒霧を吹いてからフランケンシュタイナーという組み立ても存在する。腕ひしぎ十字固めやそのまま体固めに移行することもある。2021年2月12日、ノア日本武道館大会で潮崎豪を下しGHCヘビー級王座を奪取した際はこの技をフィニッシュ・ムーブとして用いた。
余談だが、かつてリングアナウンサーの田中ケロが馳浩の「獣神サンダー・ライガーがフランケンシュタイナーを得意とするのは、背が低いのも関係あるのか？」という問いに、「武藤なんかがやったら、背が高いから頭をぶつけてしまうだろう」と語った事がある。
ジャーマンスープレックス
ドラゴン・スープレックス・ホールド
初期の武藤の得意技であったが、橋本のV10を阻んだIWGP戦ではこの技を投げっ放しで繰り出し、その際橋本の巨体で自分の歯を8本折ってしまい、以後は封印している。膝の悪化で、ブリッジで支えられなくなったためでもある。また、かつては二連続ドラゴンというのも見せていた。
シュミット式バックブリーカー
正面から相手の肩と股に手を回し、マットと平行に持ち上げてから自分の膝に勢い良く叩きつける。ムーンサルトプレスの前に好んで使われている。
フェイス・クラッシャー
上記のようにスペースローリングエルボーから繋げる場合が多かったが、単独でもたびたび使用している。特に場外マットを外し、コンクリートがむき出しになった状態で仕掛けるものも多用していた。
パイルドライバー
1990年代まで使用していた。ムタの時に使用した時は場外で机の上で仕掛けたりもしていた。ゴッチ式や、1980年代にはツームストン・パイルドライバーも使用していた。
念仏パワーボム
黒師の必殺技。念仏を唱えながらパワーボムを行う。新崎人生のパフォーマンスが元と思われる。新崎とは違い投げ捨て式で使用する場合が多く、投げ去った後は再度念仏を唱えている。
エメラルド・フロウジョン
盟友：三沢光晴が必殺として使用していた技。三沢との対戦時や引退試合で使用した。

### その他
毒霧
ムタ、黒師の代名詞。口の中に色付きの液体を含んで、霧状にして相手の顔面に吹き付ける。WCW在籍時のウルティモ・ドラゴンが教えてもらったようで、nWoウルフパックのビデオの中で『毒霧には『玉ねぎ』がはいっているみたいですよ』と発言していた。
パフォーマンスとしても見栄えがする他、相手に吹きかけることによって視界を奪う効果もある。パワーボムの返し技としても使用される。ムタは主に赤・緑を使用し、黒師は黒・無色を使用する。
彼の試合をよく観察していると、時々毒霧を吹いた時に何か袋のようなものが口から落ちる時がある（そして、それをムタが眼で追ったりしていることがある）。過去WCW遠征でムタがnWoに入るストーリーの試合中、ムタが毒霧を吹いた後、落ちた袋をレフェリーが足で払い落とそうとして、それをムタが制止した。その後、蝶野と組み合うフリをしてその袋を拾ってまた口に入れるというシーンがあった。レスラーやファンの間では最も毒霧の扱いが上手いとされており、WARに参戦した際は「緑の毒霧」を吹いた直後に「赤の毒霧」を連続で放ち、ファンからは困惑の歓声が上がり対戦相手の天龍源一郎も驚愕したという逸話もある。
凶器攻撃
こちらもムタの代名詞。イス、ゴング、チェーンからラチェットや旗、机など使えるものは何でも使ってしまう。
火炎攻撃
ムタが使用。初使用はグレート・ニタ。
プランチャ
場外にいる相手に、リング内からロープを飛び越えてボディアタックする技である。若手時代からの得意技であり、現在もごく稀に使用している。着地時の膝への負担を軽減させるために旋回して仕掛ける場合もある。
噛み付き
ムタ時のみ。ムタの場合は凶器攻撃などで額を割ってから、その傷口に噛み付く。グレート・カブキとの一戦では額から血が噴水のように吹き出ているカブキの傷口にさえ食らいつくという凄惨さを見せた。

## マネージャー
- サー・オリバー・フンパーディンク（フロリダ／ホワイト・ニンジャ）
- ジェネラル・スカンドル・アクバ（ダラス／スーパー・ブラック・ニンジャ）
- プレイボーイ・ゲーリー・ハート（WCW／グレート・ムタ）

## 入場テーマ曲
他の闘魂三銃士やプロレス四天王が入場テーマ曲をほぼ固定化しているのに対し、武藤は頻繁に入場テーマ曲を変更しており、引退までに武藤として12曲、ムタとして10曲、黒師として2曲の合計24曲（バージョン違い含む）が使用された。
| 曲名                 | 作曲者                                                                    | 備考 |
| -------------------- | ------------------------------------------------------------------------- | --- |
| 武藤敬司             |                                                                           | |
| チャンピオン鷹       | 香港EXPLOSION                                                             | デビュー当時に使用。[CD：XQKZ-1011] |
| THE FINAL COUNTDOWN  | EUROPE                                                                    | 1986年10月からのスペースローンウルフ時代に使用。この曲の使用をやめた理由は、アメリカでストリップを見に行った時に、女の子がその曲を使って踊っていて嫌になったため。 |
| HOLD OUT             | 鈴木修                                                                    | 1990年2月 - 1995年9月まで使用していたが、WRESTLE-1を旗揚げを機に再び使用。2021年まで使用した。シリーズ興行のタイトルにも使用している。一時的に入場曲として使用しなくなった理由として、橋本に「ムトちゃんがハゲるぅ～」と当時既に後退を始めていた自身の頭髪をかけられた替え歌を歌われたことで嫌になったと語っている。[CD：KICS 1854～6] |
| TRIUMPH              | 作曲：André Andersen（ロイヤル・ハント）演奏：André Andersen SOLO PROJECT | 1995年9月 - 1997年9月まで使用。1996年秋頃から、ビッグマッチでフル・バージョンを使用。2012年の新日本プロレス参戦時にも使われた。[CD：WBSS-6100] |
| nWo TRIUMPH          | N.J.P. UNIT                                                               | 武藤のヒール化に伴って「TRIUMPH」をアレンジしたもの。1998年1月 - 2000年1月まで使用。[CD：WBSS-6100] |
| OUTBREAK             | 作曲：戸谷勉 演奏：N.J.P. UNIT                                            | 2000年12月 - 2002年6月まで使用。[CD：WBSS-6100] |
| TRANS MAGIC          | 作曲：Ven 演奏：HEART BLOW                                                | 「王道30 GIANT BATTLE in 武道館」（2002年7月20日） - 「プロレスLOVE in 両国 Vol.8」蝶野、鈴木みのる組戦（2009年8月30日）まで使用。2003年頃から前奏後にストーン・コールド・スティーブ・オースチンの入場曲と同様ガラスを割る効果音が挿入される。[CD：WBSS-6100 ※効果音なし]                                                              |
| 閃光魔術             | 伍佰（ウー・バイ）                                                        | 2008年11月に行われた台湾興行から、その年の最強タッグリーグ戦まで使用。PVにも出演した。 「武藤祭」TARU、歳三組戦（2009年6月10日）黒師無双の入場で使用した。[未CD化 ※台湾盤「太空彈」収録のインストバージョン、配信あり] |
| SYMBOL               | 鈴木修                                                                    | 「FLASHING TOUR 2009」TARU、ジョー・ドーリング、稔組戦（2009年9月17日）から使用。[CD：AJ12004 (G Over Dub) , AJ11001] |
| HOLD OUT A           | 鈴木修                                                                    | 「WRESTLE-1旗揚げシリーズ」レネ・デュプリ、ゾディアック組戦（2013年9月8日）前奏付で使用。興行やTV中継のOPでも使われた。[CD：HATCH-903 ※前奏部分未CD化] |
| HOLD OUT B           | 鈴木修 編曲：浅倉成章                                                     | 「WRESTLE-1旗揚げシリーズ」参戦時に使用。［※未CD化］ |
| HOLD OUT 2021        | 鈴木修                                                                    | 2021年11月、ノア参戦時より使用。武藤敬司ファイナルカウントダウンシリーズと銘打たれた第一戦、2022年7月16日の清宮海斗戦では前奏としてTHE FINAL COUNTDOWNの後にこの曲が流れ、2023年2月21日の引退試合では、これまでのほぼ全ての入場曲が流されたあとにこの曲が流れた。                                                                      |
| グレート・ムタ       |                                                                           | |
| LUMINOUS FORCES 1    |                                                                           | 1989年のWCW参戦時に使用。ミスター・サイトーと組んだ1990年の試合では「君が代」を使用。 |
| MUTA                 | 鈴木修                                                                    | 「HOLD OUT」の和風アレンジバージョン。1990年 - 1991年はプロトタイプ[CD：XQKZ-1011]を、以降1995年まで主に使用。[CD：KICS 1854～6]近年の試合でもプロトタイプが使用される時がある。ノアでの丸藤戦で92年以降版が数十年ぶりに使用され、引退まで使用された。                                                                                 |
| WAR LORDS            |                                                                           | 1991年のWCW参戦時に使用。 |
| TOKYO TAKEAWAY       | osborne/engstrom                                                          | 1992年、1994年、1997年、2000年のWCW参戦時に使用。[CD：PSA-7LA] |
| ライブパフォーマンス |                                                                           | 1995年のWCW参戦時、太鼓の演奏団によるパフォーマンスが行われた。 |
| 愚零闘武多協奏曲     | 作曲：安部潤 演奏：武多 MAGIC ORCHESTRA                                   | 「TRIUMPH」の和風アレンジバージョン。1996年 - 1999年、「WRESTLE-1 GP」佐々木健介戦（2005年10月2日）、「HOLD OUT TOUR 2006」小島戦（06年3月10日）や海外遠征でも使用した。[CD：WBSS-6100] |
| TEAR IT UP           | Josh Powell/Mark Williams （Powerhouse Music）                            | 1997年の7月21日と28日のWCWマンデー・ナイトロで使用。 |
| MUTA 摩天楼          | 作曲：安部潤 演奏：N.J.P. UNIT                                            | WCW所属選手として「導夢衝撃 〜DOME IMPACT〜」蝶野戦（2000年4月7日）、「WRESTLING DONTAKU」パワー・ウォリアー戦（2000年5月5日）で使用。[CD：WBSS-6100] |
| MUTA 賛美華          | 作曲：安部潤 演奏：HEART BLOW                                             | 全日本プロレスに初登場した「王道30 GIANT BATTLE in 武道館」愚零斗孤士戦（2002年7月20日） - 「WRESTLE-1 GP」曙戦（2005年8月4日）まで使用。[CD：WBSS-6100] |
| MUTA -院殿-          | 鈴木修                                                                    | 「MUTA」のアレンジバージョン。2005年から勝利時に使用していたが、「プロレスLOVE in 両国 Vol.1」TAJIRI戦（2006年8月27日）から入場に使用している。[CD：HATCH-903] |
| MUTA 闇の象徴        | 鈴木修                                                                    | 「SYMBOL」を禍々しいアレンジにした曲。「プロレスLOVE in 両国 Vol.10」KENSO戦（2010年8月29日）の入場に使用。[CD：AJ12004] |
| 黒師（使）無双       |                                                                           | |
| 黒使無双             | 作曲：佐藤栄介 演奏：N.J.P. UNIT                                          | 新日本プロレス時代に使用。※「LOVE みちのく」ヒロ、後藤組戦（2001年8月19日）はテーマ曲が間に合わず「MUTA 摩天楼」を使用した。[CD：WBSS-6100] |
| 黒師戯曲             | 作曲：MINAKO 演奏：HEART BLOW                                             | カズ・ハヤシ戦（2002年7月20日）で初使用。※ 全日本プロレスに初登場した「SUPER POWER SERIES」愚零斗孤士、ジョージ・ハインズ組戦（2002年5月1日）では「王道」を使用。[CD：WBSS-6100] |

## 引退
- 2022年6月12日、「サイバーファイトフェスティバル2022」に来場し、2023年春での引退を発表した[60]。
- 6月17日、プロレスリングノア記者会見にて武藤敬司引退ロード「ファイナルカウントダウンシリーズ」を東京・愛知・大阪の3大会、またグレート・ムタのラストマッチを2023年1月22日に横浜アリーナで開催することを発表した[61]。
- 9月7日、記者会見にて、引退興行を2023年2月21日・東京ドームでの開催を発表[62]。また蝶野正洋が登場し当日の解説ゲストとして来場が決定した。また団体の垣根を超えたオールスター戦を予定しており、武藤に縁のある選手たちが集まる予定であり、ノア所属選手も全員ではなくカードが組まれた選手のみ出場する。チケット価格はVIP席50万円と プロレス興行としては破格の値段設定を発表したが[63]、翌日から開始されたファンクラブ先行予約にて予定枚数を上回る申し込みにより一般販売を待たずしてVIP席、ロイヤルシート10万円の完売を発表した[64]。
- 9月21日（現地時間）、ニューヨーク・アーサーアッシュスタジアムにて収録開催されたAEWのリングに、サプライズでグレート・ムタが乱入。捕まっていたスティングを助ける形で握手を交わした。翌日、ムタの引退興行である横浜アリーナ大会にスティングの参戦が発表された。
- 9月29日、参戦予定のなかった福岡大会に急きょ出場が決定[65]。
- 10月26日、新日本プロレス後楽園大会に、グレート・ムタがサプライズ登場し、試合中のグレート-O-カーンへ毒霧を浴びせた。その後、11月20日の新日本プロレス・スターダム合同興行『Historic X-over』への参戦が決定した[66]。
- 10月30日、有明アリーナ大会にて、2023年1月1日、武道館大会の第1弾カードとしてグレート・ムタ対中邑真輔が発表された[67]。WWE所属選手の他団体参戦は異例である。
- 2023年1月4日、新日本プロレス東京ドーム大会に参戦、新日本ラストマッチを行った。
- 1月21日、新日本プロレス横浜アリーナ大会、メイン終了後に解説席にいた武藤がリングに上がり、退場する内藤哲也を呼び止め、引退試合の相手として指名した。
- 1月22日、プロレスリング・ノア横浜アリーナ大会にて、東京ドーム大会の全対戦カードが発表された。メインをもってグレート・ムタとしては引退（セレモニー等はなし）。

| PRO-WRESTLING LOVE FOREVER. 1 ～THE FINAL COUNTDOWN～               | PRO-WRESTLING LOVE FOREVER. 1 ～THE FINAL COUNTDOWN～ | PRO-WRESTLING LOVE FOREVER. 1 ～THE FINAL COUNTDOWN～ |
| ------------------------------------------------------------------- | ----------------------------------------------------- | ----------------------------------------------------- |
| 2022年7月16日（土）東京・日本武道館                                 |                                                       |                                                       |
| ●武藤敬司                                                           | 26分28秒 足4の字固め                                  | 清宮海斗○                                             |
| DRAGONGATE KOBE WORLD 2022                                          |                                                       |                                                       |
| 2022年7月30日（土）兵庫・神戸ワールド記念ホール                     |                                                       |                                                       |
| 〇武藤敬司                                                          | 3分2秒 体固め シャイニング・ウィザード                | このまま市川●                                         |
| GREAT MUTA OSAKA FINAL                                              |                                                       |                                                       |
| 2022年9月3日（土）エディオンアリーナ大阪第1競技場                   |                                                       |                                                       |
| グレート・ムタ ○グレート-O-カーン NOSAWA論外                        | 22分13秒 エビ固め エリミネーター                      | 拳王 征矢学 タダスケ●                                 |
| PRO-WRESTLING LOVE FOREVER.2～OUT BREAK〜                           |                                                       |                                                       |
| 2022年9月25日（日）愛知・ドルフィンズアリーナ                       |                                                       |                                                       |
| ○武藤敬司 藤田和之                                                  | 20分35秒 体固め シャイニングウィザード                | 船木誠勝 中嶋勝彦●                                    |
| PRO-WRESTLING LOVE FOREVER .EX FUKUOKA FINAL～TRANS MAGIC～         |                                                       |                                                       |
| 2022年10月16日（日）福岡・福岡国際センター                          |                                                       |                                                       |
| 武藤敬司 小島聡 ○ニンジャ・マック                                   | 14分57秒 片エビ固め ニンジャボム                      | 丸藤正道 ジャック・モリス HAYATA●                     |
| PRO-WRESTLING LOVE FOREVER . 3 ～TRIUMPH～                          |                                                       |                                                       |
| 2022年10月30日（日）東京・有明アリーナ                              |                                                       |                                                       |
| 武藤敬司 ○丸藤正道 稲村愛輝                                         | 20分32秒 エビ固め 不知火                              | 棚橋弘至 真壁刀義 本間朋晃●                           |
| Historic X-over                                                     |                                                       |                                                       |
| 2022年11月20日（日）東京・有明アリーナ                              |                                                       |                                                       |
| グレート・ムタ 矢野通 ○オカダ・カズチカ                             | 9分48秒 片エビ固め レインメーカー                     | アーロン・ヘナーレ● グレート-O-カーン ジェフ・コブ    |
| ABEMA presents NOAH “THE NEW YEAR” 2023                             |                                                       |                                                       |
| 2023年1月1日（日）日本武道館                                        |                                                       |                                                       |
| ●グレート・ムタ                                                     | 18分19秒 片エビ固め キンシャサ                        | SHINSUKE NAKAMURA○                                    |
| WRESTLE KINGDOM 17 in 東京ドーム 武藤敬司新日本プロレスラストマッチ |                                                       |                                                       |
| 2023年1月4日(水) 東京・東京ドーム                                   |                                                       |                                                       |
| 武藤敬司 棚橋弘至 ○海野翔太                                         | 9分20秒 片エビ固め デスライダー                       | 内藤哲也 SANADA BUSHI●                                |

### 引退興行
| GREAT MUTA FINAL "BYE-BYE"                   | GREAT MUTA FINAL "BYE-BYE" | GREAT MUTA FINAL "BYE-BYE" |
| -------------------------------------------- | -------------------------- | -------------------------- |
| 2023年1月22日（日）神奈川・横浜アリーナ      |                            |                            |
| 〇グレート・ムタ スティング ダービー・アリン | 22分23秒 体固め 閃光妖術   | 白使● AKIRA 丸藤正道       |

| KEIJI MUTO GRAND FINAL PRO-WRESTLING "LAST" LOVE〜HOLD OUT〜 | KEIJI MUTO GRAND FINAL PRO-WRESTLING "LAST" LOVE〜HOLD OUT〜 | KEIJI MUTO GRAND FINAL PRO-WRESTLING "LAST" LOVE〜HOLD OUT〜 |
| ------------------------------------------------------------ | ------------------------------------------------------------ | ------------------------------------------------------------ |
| 2023年2月21日（火）東京ドーム                                |                                                              |                                                              |
| 武藤敬司 引退試合                                            |                                                              |                                                              |
| ●武藤敬司                                                    | 28分58秒 デスティーノ→片エビ固め                             | 内藤哲也○                                                    |
| 特別試合                                                     |                                                              |                                                              |
| ●武藤敬司                                                    | 1分37秒 STF                                                  | 蝶野正洋○                                                    |
| ※特別レフリー：タイガー服部                                  |                                                              |                                                              |

## メディア出演

### 映画
- 光る女（1987年） - 松波仙作 役 ※主演。秋吉満ちる、安田成美と共演
- ポップコーンLOVE（1990年） - 赤いスーツの男 役
- 妖獣伝説 ドラゴンブルー（1996年） - 竜崎慎 役 ※田中広子とダブル主演
- 新・空手バカ一代 格闘者（2003年） ※友情出演
- 実録ヒットマン 北海の虎. 望郷（2003年） - ロマノフ藤原 役 ※誠直也とダブル主演
- 力道山（2004年） - ハロルド坂田 役
- 不良少年（ヤンキー）の夢（2005年） - 山口芳之 役
- 天地明察（2012年） - 平助 役
- ミロクローゼ（2012年） - 賭場オーナー 役
- サブイボマスク（2016年） - 甚平茂雄 役
- デルシネ「エル・シュリケンvs新昆虫デスキート」（2016年10月15日京都国際映画祭・2017年4月23日沖縄国際映画祭、他上映）[70] - 解説者・武藤敬司 役
- リングサイド・ストーリー（2017年） - 武藤敬司（本人） 役

### ドラマ
- 毎度おさわがせしますIII（1987年1月 - 5月、TBS） - 武藤敬司（本人） 役
- Age,35 恋しくて（1996年、フジテレビ）
- 武蔵 MUSASHI（2003年、NHK総合） - 阿厳 役[注 14]
- 西遊記 第4話（2006年1月30日、フジテレビ） - 岩傑 役
- 佐々木夫妻の仁義なき戦い 第8話（2008年3月9日、TBS） - クライアント 役
- 土曜時代劇 陽炎の辻2〜居眠り磐音 江戸双紙〜 第5回（2008年10月4日、NHK） - 薬王寺 役
- 崖っぷちのエリー〜この世でいちばん大事な「カネ」の話 第3話（2010年7月23日、テレビ朝日・ABC） - 強面の男 役
- ここが噂のエル・パラシオ 第8話（2011年11月25日、テレビ東京） - 武藤敬司（本人） 役
- 逃亡者 おりんスペシャル「最終章」（2012年1月12日、テレビ東京） - 牟多 役
- 一休さん2 第2話（2013年5月5日、フジテレビ） - 大男侍 役
- 「辞令は突然に…」second season 〜奥様はさすらいの女子アナ編〜（2013年8月29日・9月5日、読売テレビ） - 武藤部長 役
- 超限定能力（2015年12月20日、フジテレビ） - 橋田美雪の父親 役
- 浅田次郎 プリズンホテル 第8話（2017年12月2日、BSジャパン） - 武藤剛士/ダークネス武藤 役[71]
- 焼肉プロレス（2019年7月4日 - 9月19日、テレビ大阪） - 宝條竜司 役
- 俺の家の話 第3話（2021年2月5日、TBS） - 武藤敬司（本人） 役[72]
- 君と世界が終わる日に 入門編 完全新作SP（2023年3月19日、日本テレビ）- ボスゴーレム 役[73]

### Vシネマ
- 倒産回避請負人 裁きの銀（2002年） - 弁護士 役
- 誇り高き野望 1 - 6（2005年・2006年） - 城東組直参内田組組長 内田恵三 役

### ラジオ
- 武藤敬司の「喝!」（1997年、文化放送） - 約半年間放送。毎週土曜日夕方5時15分 - 5時45分。アシスタントは伊藤佳子アナウンサーでスポンサーは山之内製薬（当時、現・アステラス製薬）
- 武藤敬司の富士山からムーンサルトプレス（2023年7月1日、YBSラジオ）[74]

### その他の番組
- 武藤敬司 プロレスの砦（FIGHTING TV サムライ）
- 武藤敬司のスポーツ大百科（2006年11月 - 2007年1月、東海テレビ）
- 武藤敬司☆SHOW（2007年8月 - 、FIGHTING TV サムライ）
- 銀玉王（サンテレビ） - リーチボーイズとして出演
- 芸能人パチンコバトル P・リーグリターンズ（2008年1月 - 2008年3月、テレビ愛知）
- ダウンタウンのガキの使いやあらへんで!!大晦日スペシャル!!第1部（2008年12月31日、日本テレビ）
- 秘密のケンミンSHOW（読売テレビ） - 山梨県民のパネラーとして出演
- 出没!アド街ック天国（テレビ東京） -「横浜 青葉台」「河口湖」の回で出演
- run for money 逃走中（2012年4月8日、フジテレビ）
- ワラッチャオ!（2013年、NHK BSプレミアム） - デビルイヤーとして出演
- 雨上がり決死隊のトーク番組アメトーーク! （2014年2月6日、テレビ朝日） - 「柔道部芸人」回に出演
- 戦闘車（2017年10月6日 - 27日、Amazonプライム・ビデオ）[75]
- 相席食堂（2020年7月21日、8月4日、朝日放送）

他多数

### 新聞
- 学生新聞 ※表紙[76]

他多数

### ゲーム
- LET IT DIE（2017年、ガンホー・オンライン・エンターテイメント） - カーネル・ジャクソン 役（声の出演）
- 龍が如く 極2（2017年12月7日、セガゲームス） - 武藤不動産社長・武藤敬司 役[77]

### CM

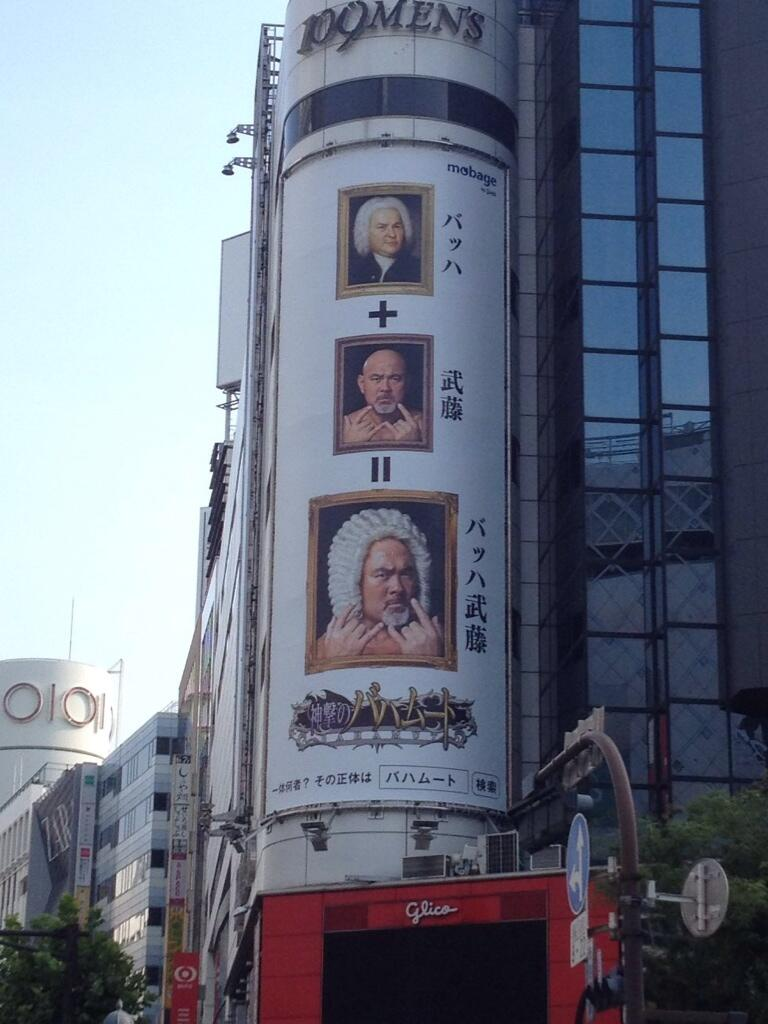
渋谷スクランブル交差点から見える神撃のバハムートの巨大看板

- サントリーフーズ 「サントリーコーヒーボス 贅沢微糖」 - 贅沢武藤役。伊藤淳史ほかと共演
- Mobage「神撃のバハムート」 - バッハ武藤シリーズ
- 江崎グリコ 「パワープロダクション」
- スパイク 「キングオブコロシアムII」
- ユークス 「レッスルキングダム」 「闘魂列伝」
- セガ 「ゴールデンアックス2」
- 東洋水産 「マルちゃん 昔ながらのソース焼きそば」 - 蝶野正洋と共演。他に「焼きそばバゴォーン」、「俺のドロ」
- アキレス 「アキレスシューズ」
- フジボウ 「B.V.D.」 - 蝶野正洋と共演
- アテナ 「プロ麻雀・極 NEXT II」
- ウッドホーム
- ピーキャストワークス
- 日刊スポーツ『日汗してます篇』 - スカイ・Aスポーツプラスで放送
- サントリー 「-196℃ストロングゼロ＜ダブルレモン＞」 『記者会見で説教篇』（2010年2月2日 - ） - 石原さとみ、蝶野正洋と共演
- TOTO 「TOTOグリーンチャレンジ【ハイドロテクト篇】」（2011年 -）
- TOYOTA「トヨタ・プリウス」（2013年）
- 花王「バスマジックリン スーパークリーン」『新発売篇』（2018年5月 -）[78]
- 北斗建設（才木玲佳と共演）

他多数

## プロデュース商品
- トリプル丼（サークルKサンクスより発売された弁当）
- 武藤敬司の絶賛キムチ（サークルツー食品より発売されたキムチ）
- The Great Soldier（クロサワ楽器より発売されたギター）

## 参加作品

### 写真集
- レスリー・キー写真集『SUPER TOKYO』（2010年）

### 音楽
- ジュマンジ・ロック[79]（2018年、武藤敬司・愛莉with神奈月名義）映画「ジュマンジ／ウェルカム・トゥ・ジャングル」キャンペーンソング

## 著書
- 『烈闘生 - 傷だらけの履歴書』 （幻冬舎、1999年4月） - 橋本真也、蝶野正洋との共著
- 『野心90%』 （アミューズブックス、2002年4月）
- 『武藤敬司プロレスの砦』（白夜書房、2003年6月）
- 『全日本プロレス代表取締役社長武藤敬司』（扶桑社、2003年8月） - 2005年に文庫化
- 『武藤敬司自叙伝 - 骨の髄までしゃぶり尽くせ!』（経済界、2004年12月）
- 『武藤敬司のBUMP人生 - 全日本プロレス3年半の軌跡』（扶桑社、2005年7月）
- 『プロレスで生きる。』（エンターブレイン、2009年12月）
- 『闘魂三銃士30年―今だから明かす武藤敬司、蝶野正洋、橋本真也、それぞれの生きざま』（ベースボール・マガジン社、2014年12月）- 蝶野正洋、橋本かずみとの共著
- 『生涯現役という生き方』（KADOKAWA、2016年6月23日）- 蝶野正洋との共著
- 『グレート・ムタ伝』（辰巳出版、2021年5月20日）
- 『骨の髄まで -武藤敬司のラストメッセージ-』（ベースボール・マガジン社、2023年2月）ISBN 978-4583115801